# Škoda Felicia
Škoda Felicia je osobní automobil, který v letech 1994–2001 vyráběla automobilka Škoda Auto. Automobil se vyráběl jako pětidveřový hatchback, pětidveřové kombi, užitkový pick-up, větší užitkový Vanplus a vůz Felicia FUN, vyráběný spolu s pickupem ve Vrchlabí, který byl určen pro volný čas.
Jednalo se o model, na kterém se velmi projevilo začlenění automobilky do koncernu Volkswagen, např. zavedením výrobních specifikací, definovaných bázovým modelem a systémem indexů mimořádných výbav. Koncepčně vůz vycházel z předchozího modelu Škoda Favorit, jeho design byl však pokročilejší, vůz byl osazován různými typy motorů a byl výrazně spolehlivější. Oproti modelu Favorit byly zavedeny do vybraných verzí některé nové prvky jako ABS, posilovač řízení aj.
Jméno Felicia továrna převzala od předchozího sportovního modelu Felicia vyráběného v 60. letech 20. století ve verzích s pevnou nebo skládací střechou.
Varianty byly dle vybavení označovány zkratkami LX, LXi, GLX, GLXi, přičemž písmeno „i“ označovalo motor 1,3 l s výkonem 50 kW.
Hatchback byl veřejnosti představen v říjnu 1994 v Praze a v červnu 1995 na autosalonu v Brně se představil vůz s karoserií kombi. Od roku 1995 se vyráběla varianta Pickup. V roce 1998 proběhl facelift, navenek patrný novou maskou a nárazníky v barvě karosérie. Výroba Felicií skončila v červnu 2001, nahradil ji zcela nový model Škoda Fabia. Celkem bylo vyrobeno 1 420 441 vozů. V Kvasinách, kde se model vyráběl po skončení montáže v Mladé Boleslavi, byla linka následně přestavěna pro výrobu modelu Superb. Deset let po ukončení výroby byla Felicia stále nejčastějším vozem na českých silnicích.

## Historie

### Vývoj a výroba
Model byl vyvíjen částečně na papíře a částečně na počítači. Vývoj vozu s karoserií hatchback začal již v roce 1991 a o rok později byla vyrobena první testovací série. Ve stejné době probíhal i vývoj nového motoru o objemu 1.6 a výkonu 74 kW (Typ 790.16), ale dostal se pouze do několika prototypů Favoritů, v sériové výrobě byl nahrazen litinovou 1.6MPI od Volkswagenu o výkonu 55 kW. Produkce pěti desítek prototypů začala 5. září 1994, regulérní sériová výroba začala 17. října téhož roku.
Současně byl zahájen vývoj závodních vozů Kit-Car s objemy motorů do 1300 a 1500 cm³. Užitkové verze se vyráběly od roku 1995, kdy ve výrobě nahradily modely založené na vozu Favorit. V Mladé Boleslavi se vyráběly vozy s karoserií hatchback a combi až do roku 2000, kdy byla výroba přesunuta do Kvasin. V Kvasinách se mezi lety 1995 až 2001 vyráběly vozy Pickup, Vanplus a Fun. Ve Vrchlabí se vyráběly akční edice vozů Felicia a vozy Pickup, Vanplus a Fun. Vozy Felicia se montovaly i v zahraničí, v Srbsku, Číně a v polské Poznani, kde byly vozy montovány z montážní sady vyrobené v Česku. Dělo se tak kvůli dovoznímu clu. Felicia (i Favorit) byla pro Škodovku důležitým vozem, protože jeho prodej získával konstruktérům čas na vývoj moderních vozů pod taktovkou Volkswagenu.

### Modernizace

#### První modernizace
První modernizací prošla Felicia v roce 1996. Tehdy byla stávající karoserie upravena a vyztužena pro použití airbagů. Nejvýznamnější změny se ale týkaly motorů s objemem 1,3 l. U nich byl zvýšen kompresní poměr, změněno časování vačkové hřídele a tvar vaček. U motoru bylo také použito vícebodové vstřikování od firmy Siemens. Motor dostal nový vzduchový filtr, který byl méně hlučný. Modernizován byl i startér a zapalovací modul. Kromě toho se pod kapotu dostaly koncernové motory 1.6 MPI a 1.9 D. Kvůli jejich vyšší hmotnosti byla přední náprava vyztužena a doplněna o příčný stabilizátor.
Změny byly i v interiéru a výbavě. Lampička zavazadlového prostoru měla nově automatický spínač ve dveřích. Otevírání pátých dveří bylo již standardně z místa řidiče. Osvětlení interiéru verze GLX bylo dodáváno se zpožďovačem. Do vzorníku přibyly nové odstíny laku a nové vzory potahových látek interiéru. Změněn byl i vzhled okrasných krytů kol, takzvaných poklic. U verze Pickup byla nově mezi sedadla montována úložná schránka. Navíc pro všechny vozy s motory 1,6 l byla nově možnost dovybavit vůz posilovačem řízení.

#### Facelift

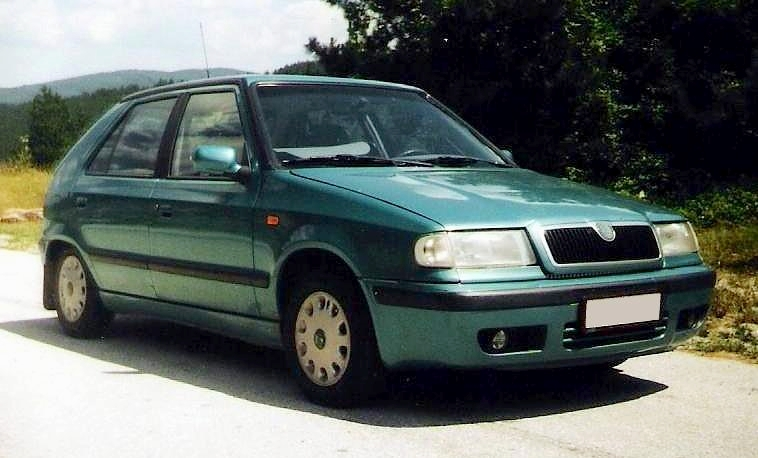
Faceliftové provedení Felicie

Po necelých čtyřech letech od představení původní Felicie byl 12. února 1998 v Mladé Boleslavi představen facelift. Nejvýraznější změnou byla změna přední části vozu – masky, nárazníku a kapoty, ve stylu vozu Škoda Octavia a byla zároveň zlepšena antikorozní ochrana. Vůz měl standardně lakované nárazníky v barvě vozu. Při faceliftu se také měnily rozměry, vůz narostl do délky. Verze s karoserií hatchback byla prodloužena o 28 mm na 3883 mm, verze combi narostla na délku 4237 mm. Přibyly také nové možnosti výbavy a nové laky. Vůz byl propagován jako „Felicia s novou tváří“. Tato modernizace se netýkala užitkových verzí ani verze Fun.
Výroba typu Felicia byla ukončena 20. června 2001, kdy v 9:25 hodin ráno vyjel vůz Felicia LX 1,9D bílá s číslem karosérie 7 367 379. Následníkem modelu se stala Škoda Fabia.

## Varianty

### Hatchback

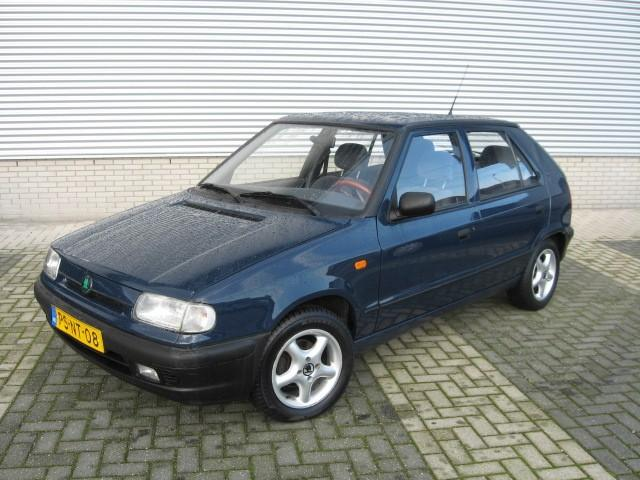
Felicia hatchback

Hatchback se vyráběl pouze pětidveřový a svými rozměry v době vzniku patřil do segmentu malých automobilů. V dané třídě patřil díky svým rozměrům (délka – 3855 mm (po faceliftu 3883 mm), šířka – 1635 mm, výška – 1415 mm, rozvor – 2450 mm) mezi největší a nejprostornější. Poprvé byl představen v Praze v druhé polovině roku 1994. Kompletní design vozu včetně faceliftu je dílem automobilky Škoda, ale je v něm patrný konstrukční základ předchozí Škody Favorit. Automobil získal titul Auto roku 1994 v České republice. Pohotovostní hmotnost vozu byla zpočátku pouhých 935 kg, později v kombinaci s nejtěžším vznětovým motorem až 1020 kg. Automobilka Volkswagen dbala na kvalitu zpracování a celkové zlepšení automobilu a s její pomocí byly do výbavy zahrnuty nové prvky. V roce 1995 přibyly v nabídce motorů zážehový 1,6 a vznětový 1,9. Na oslavu stého výročí automobilky se začala prodávat luxusní verze Laurin & Klement. V roce 1996 proběhla homologace závodní verze s motorem do 1600 cm³ a od prázdnin byla započata výroba motorů s vícebodovým vstřikováním. O rok později prošel model Felicia výrazným faceliftem a jeho vzhled byl podobný většímu modelu Octavia. V roce 1999 započala výroba nastupujícího modelu Fabia, v březnu 2000 byla ukončena výroba modelu Felicia v Mladé Boleslavi a byla přesunuta do závodu Kvasiny, kde pokračovala až do června roku 2001, a jejich prodej byl podpořen akčními edicemi. Celkem se vyrobilo 915 853 vozů s karoserií hatchback.

### Combi

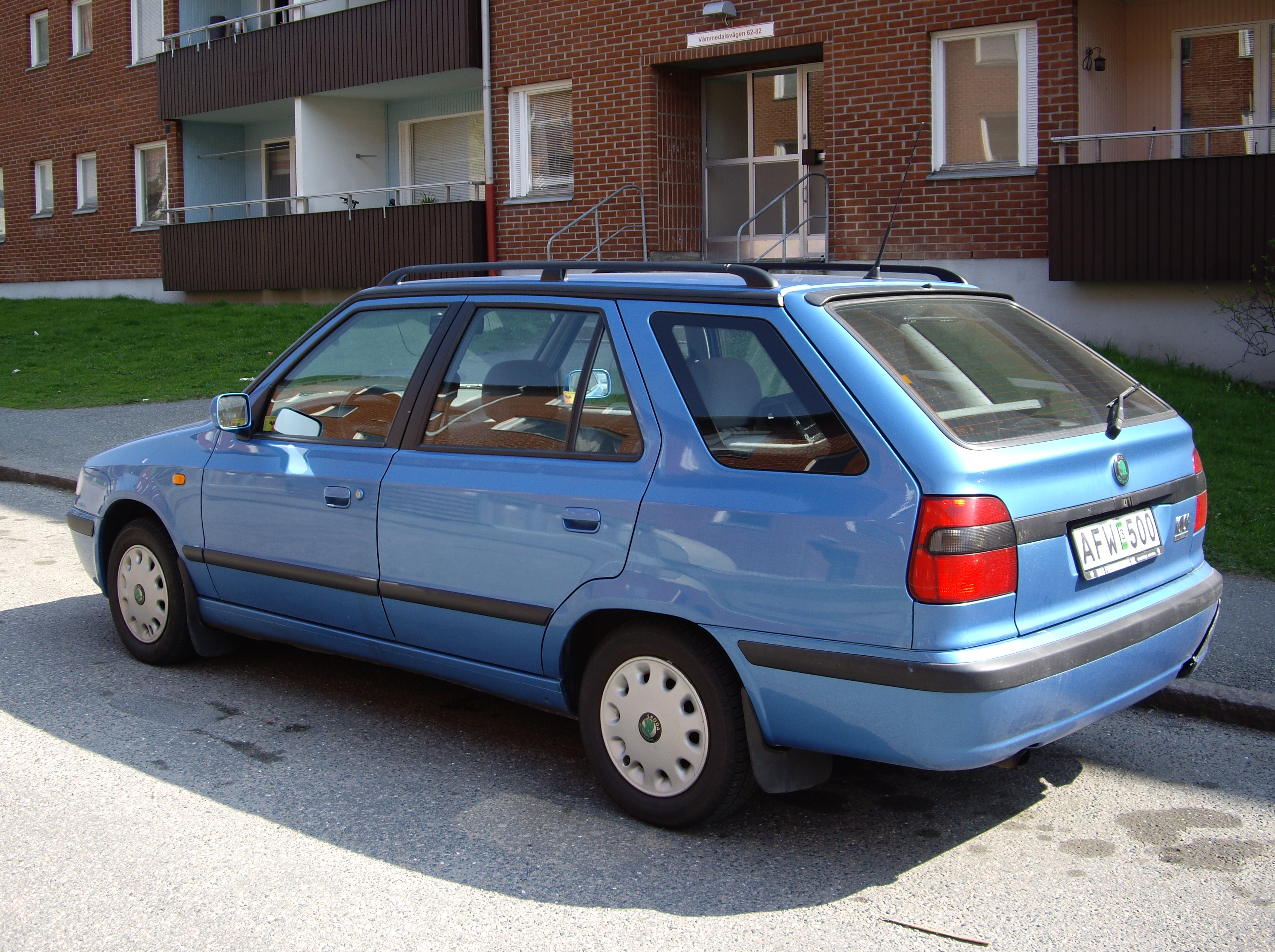
Felicia Combi (facelift)

Karosářská varianta Combi měla většinu karosářských dílů shodných s hatchbackem a to včetně zadní části. Combi bylo představeno na brněnském autosalonu v roce 1995. Auto mělo delší zadní převis s třetím bočním oknem. Také většina rozměrů, včetně rozvoru zůstala stejná. Zvětšila se pouze délka na 4205 mm. Objem zavazadlového prostoru se zvýšil na 0,447 m3 (1,366 m3 při sklopených sedadlech). Hned v následujícím roce se combi, stejně jako hatchback, dočkalo rozšíření nabídky pohonných jednotek o motory z produkce VW – 1,6 MPI a 1,9 D. O rok později se nepřímé vícebodové vstřikování MPI objevilo i u motorů o objemu 1,3. V pozdějších letech se i na bázi vozů combi objevilo několik limitovaných edicí, které byly shodné s hatchbackem (Color Line, Mystery, Family). Speciální edicí byla Felicia Space Line, která se vyráběla pouze jako Combi a oplývala velkým množstvím úložných prostor a pomůcek pro přepravu nákladu. Výroba byla ukončena v červnu 2001 společně s hatchbackem, celkem se vyrobilo 351 895 vozů s karoserií kombi.

### Užitkové verze

#### Pickup

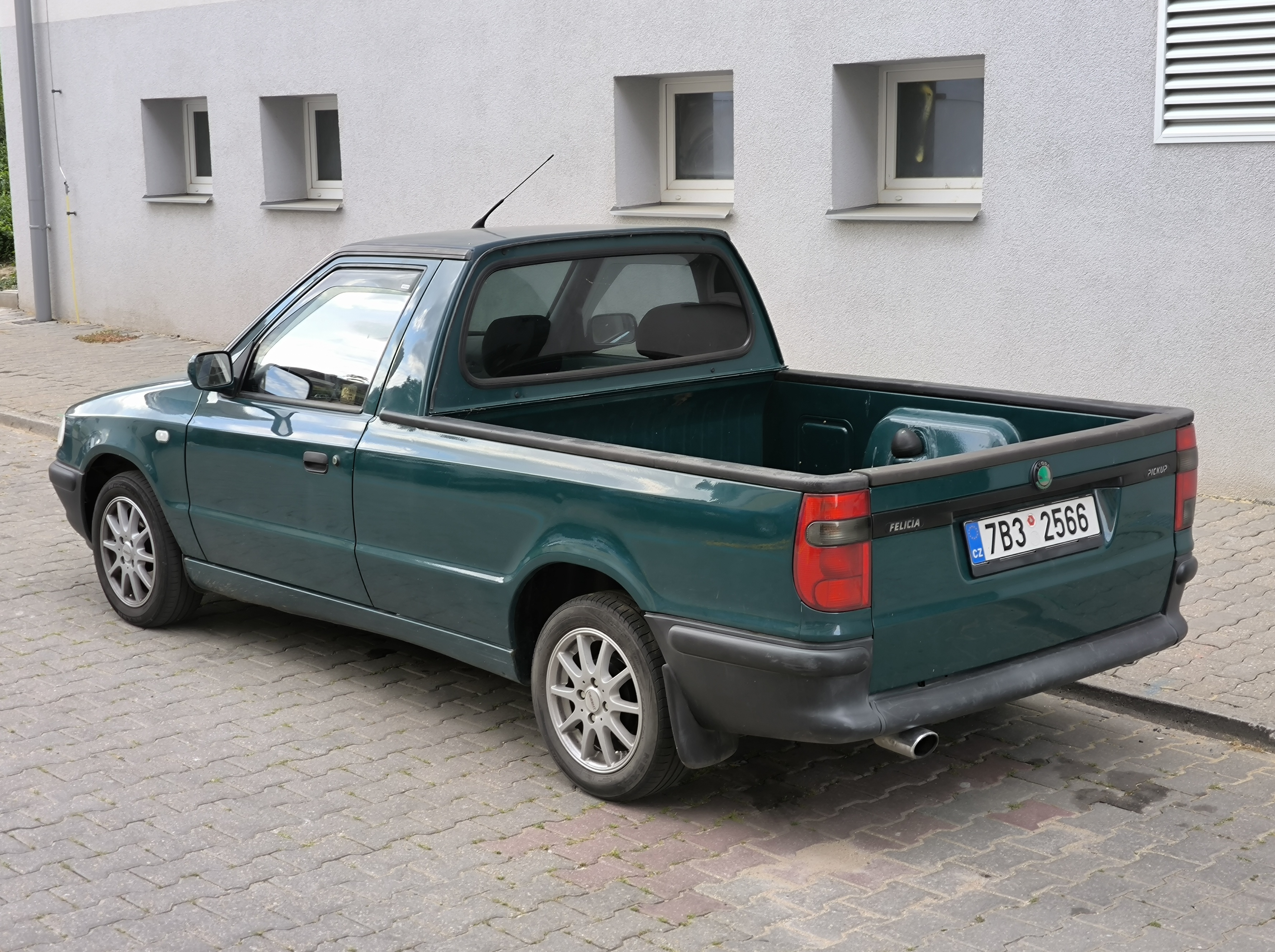
Škoda Felicia Pickup

Na základě Škody Felicia byla stavěna druhá generace vozu pickup. Je označována názvem Pickup (bez pomlčky) nebo Škoda Felicia Pickup (číselným názvem 797). Také se jí přezdívá „budka“. Má mnoho součástí a tvar z Felicie. Zadní náprava ale byla oproti osobním verzím upravena, aby se zvětšil prostor mezi zadními podběhy a nosnost. Vůz nabízel nákladový prostor o velikosti 2015 m2 a užitečnou hmotnost 605 kg. Výroba probíhala od října 1995 do února 2001 v závodech Kvasiny a Vrchlabí, celkem bylo vyrobeno 127 595 kusů. Současně s Felicií Pickup se do roku 1996 vyráběla i exportní verze nazýván Volkswagen Caddy – lišila se znakem na přední masce chladiče a plechovými disky kol z koncernového Volkswagen Polo III (Volkswagen Polo 6N vyráběný v letech 1994–1999). Ve výrobě nebyl nahrazen žádným typem. Do nástupu vozu Praktik, založeného na Fabii combi I. generace a poté na Roomsteru se jednalo o poslední užitkový vůz se značkou Škoda (výroba Vanplus i Fun byla ukončena dříve). Taktéž byla mimo koncern Škoda vyrobena limitovaná série značně prodloužených pickupů pod názvem LAURETA.

#### Felicia Vanplus

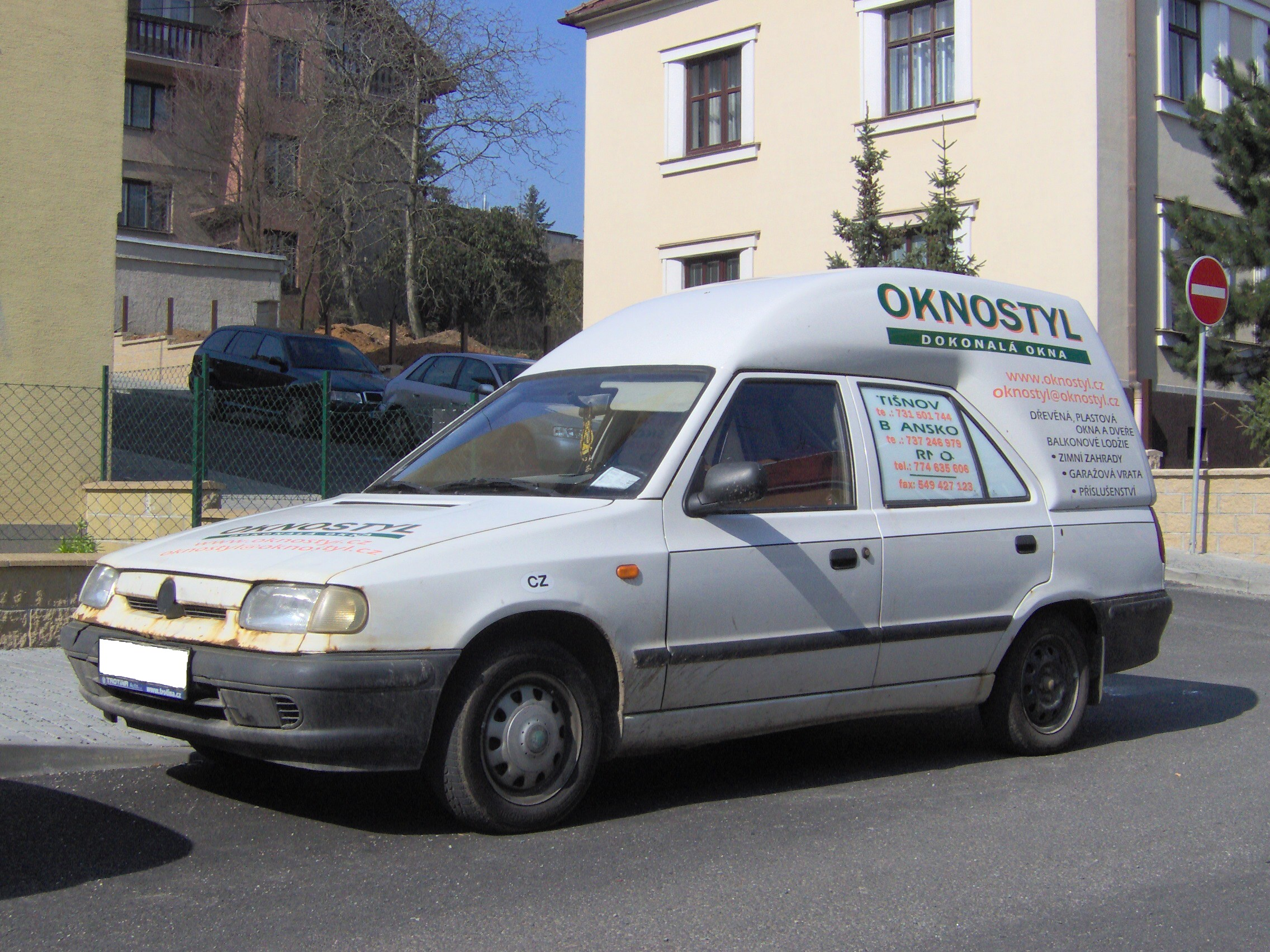
Škoda Felicia Vanplus

Felicia Vanplus byla větší užitková verze, která byla odvozena z modelu Combi. Byla pětidveřová a vždy dvoumístná, s přepážkou za předními sedadly. Na voze byla namontována plastová nástavba se zvýšenou střechou. Objem nákladového prostoru je 2176 litrů. Vyráběl se v závodech Kvasiny a Vrchlabí, celkem se vyrobilo 5168 kusů.

#### Felicia Fun

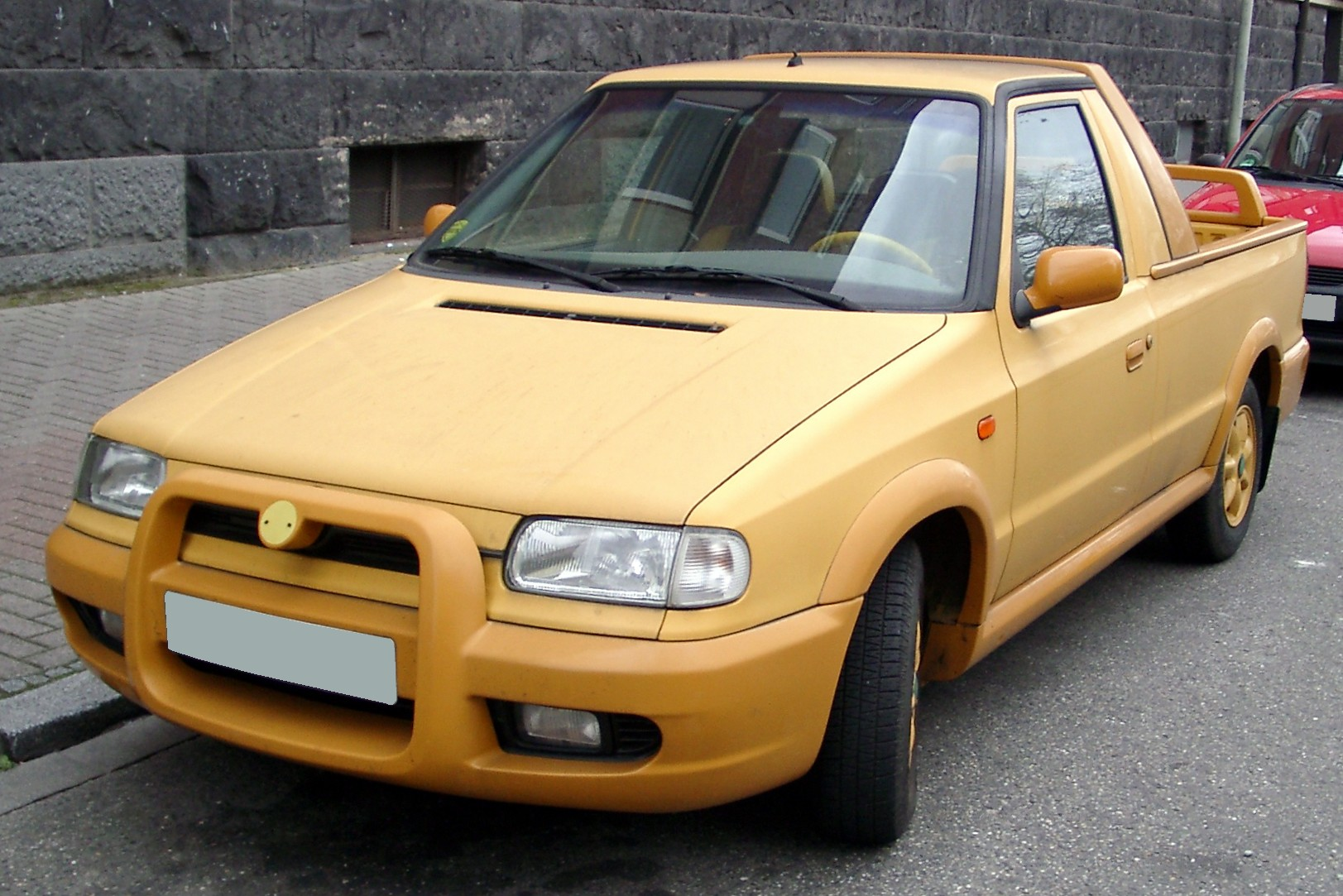
Škoda Felicia Fun

Škoda Felicia Fun (typ 796) byl dvoumístný pick-up s otevřenou korbou. Stěna kabiny se dala posunout vzad na korbu, čímž vznikla další dvě místa. Vyráběla se od roku 1997 do roku 2000. Vyrobilo se 4216 kusů. Na přání mohl být vůz vybaven laminátovou nástavbou. Vyráběl se pouze ve třech barevných variantách – žluté, zelené a oranžové. Vůz byl celý žlutý, barevná varianta se týkala pouze nárazníků a doplňků.

#### Felicia N1 (Praktik)

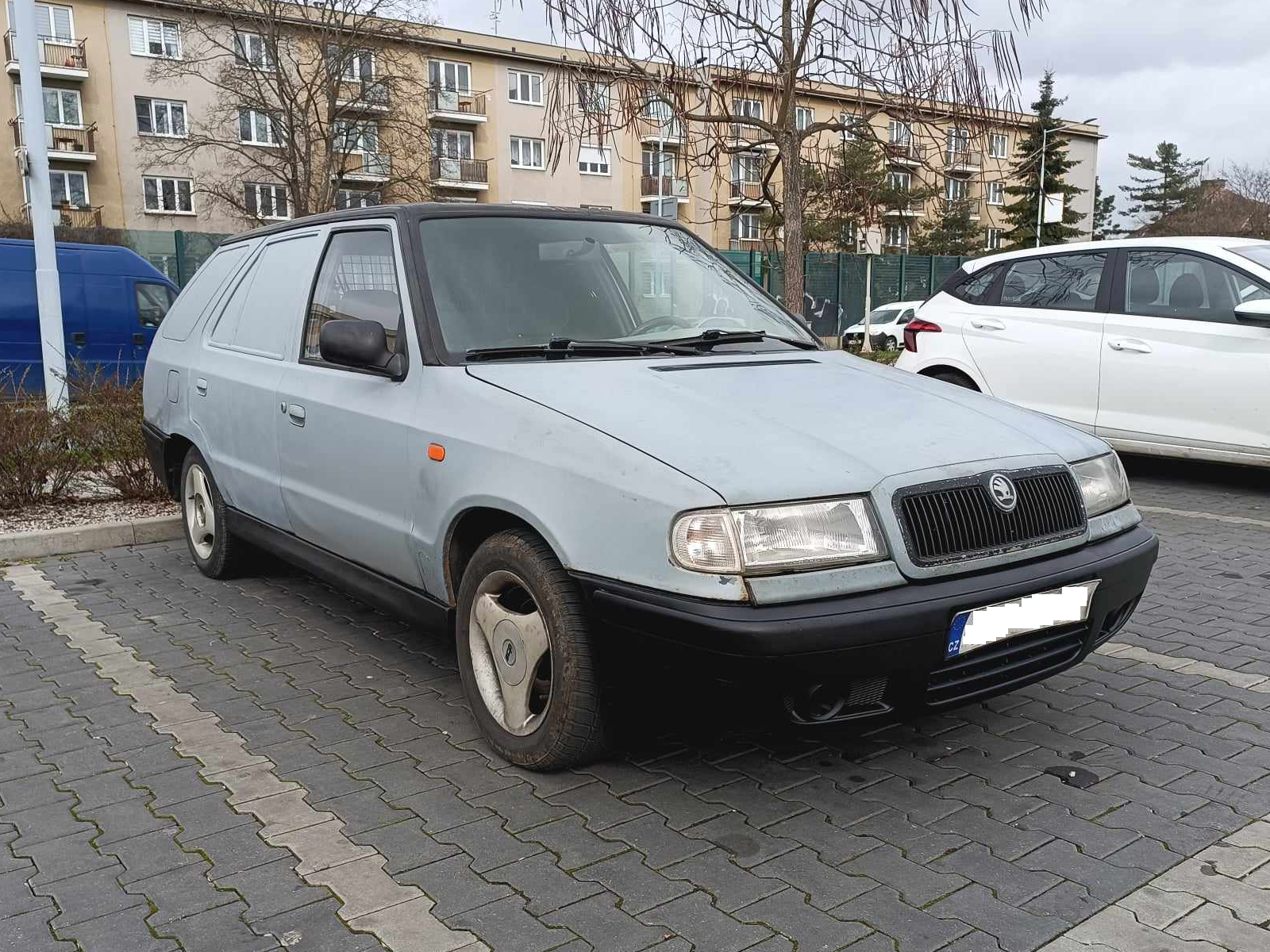
Škoda Felicia Praktik v provedení kombi.

Škoda Felicia N1 (často také nazývaná Praktik podle předchůdce z řad Favorita) byla užitkovou verzí osobního automobilu. Jednalo se o přestavbu běžné Felicie prováděnou značkovými servisy. Přestavba byla dílem firmy Metalex RS, která také dodávala komponenty k těmto přestavbám. Sestávala z demontáže zadních sedadel, dosazení překližkové podlahy s gumovou podlážkou, zadní okna verze kombi byla zaplechována a okna zadních dveří zaslepena fólií. Levé zadní dveře byly natrvalo zablokovány. Úprava se prováděla u vozů hatchback i kombi.

### Speciální modely a prototypy

#### Felicia Golden Prague
Výstavní prototyp Golden Prague byl představen na Ženevském autosalonu v roce 1998 a byl vyroben pouze v jediném exempláři. Motor byl použit 1,6 MPI. Speciální metalický lak měl zlatou barvu. Interiér byl vyvedený ve dvoubarevné kůži a kůží byla potažena i přístrojová deska. Vzhledově se vůz odlišoval lakovanými ochrannými lištami. Ve výbavě byly čiré přední světlomety, zadní světlomety s kouřovými krycími skly, speciální kola z lehkých slitin, modře podsvícené přístroje s odlišnou grafikou. Látka na sedadlech byla vybavena motivem hodin pražského orloje.

#### MTX Cabrio

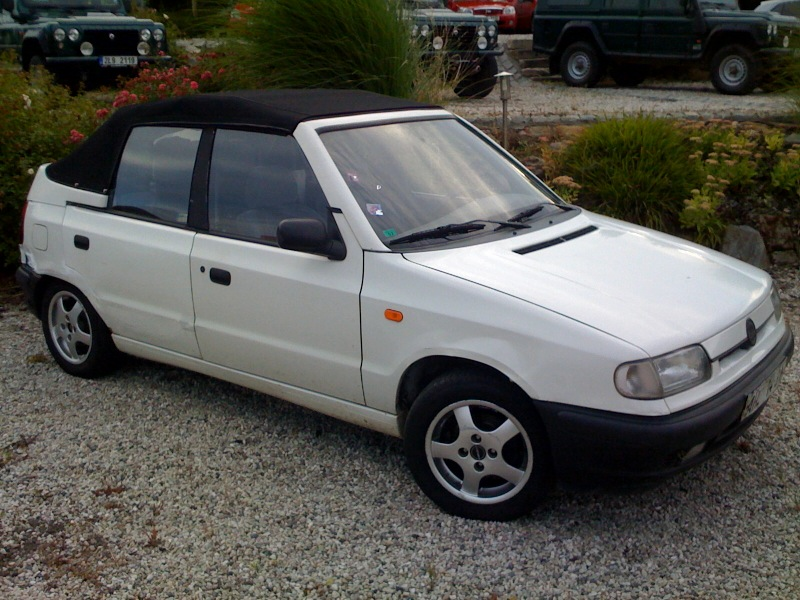
MTX Cabrio

Po úspěšném voze MTX Roadster představeném na základě Favoritu se společnost Metalex rozhodla zahájit v roce 1997 výrobu čtyřmístného kabrioletu na bázi novější Felicie. Design vozu má na svědomí Pavel Škarka, který působil na Zlínské katedře designu VŠUP a konstrukční řešení Ing. Solfronk. Podlahová část byla vyztužena zesílenými prahy a dvěma novými příčníky. Mezi oba páry tlumičů byly přidány vzpěry. Mezi sedadly byl umístěn ochranný oblouk. Vůz byl vybaven třívrstvou plátěnou střechou. I když byl automobil čtyřmístný, zadní sedadla měla spíše nouzový charakter. Zavazadlový prostor byl umístěn pod schránkou na uložení střechy. Výbava se nelišila od standardních Felicií se zážehovými motory. Společnost Metalex však nabízela vlastní nadstandardní výbavu jako například litá kola, nárazníky lakované v barvě vozu, sportovní výfuk, plastové lemy blatníků, okrasné panely přístrojové desky, speciální hlavice řadicí páky nebo barevné kontrolní ukazatele. V roce 1998 navíc společnost dodávala i faceliftovanou verzi. Kabriolet byl vyráběn do roku 2000.

#### Felicia Laureta

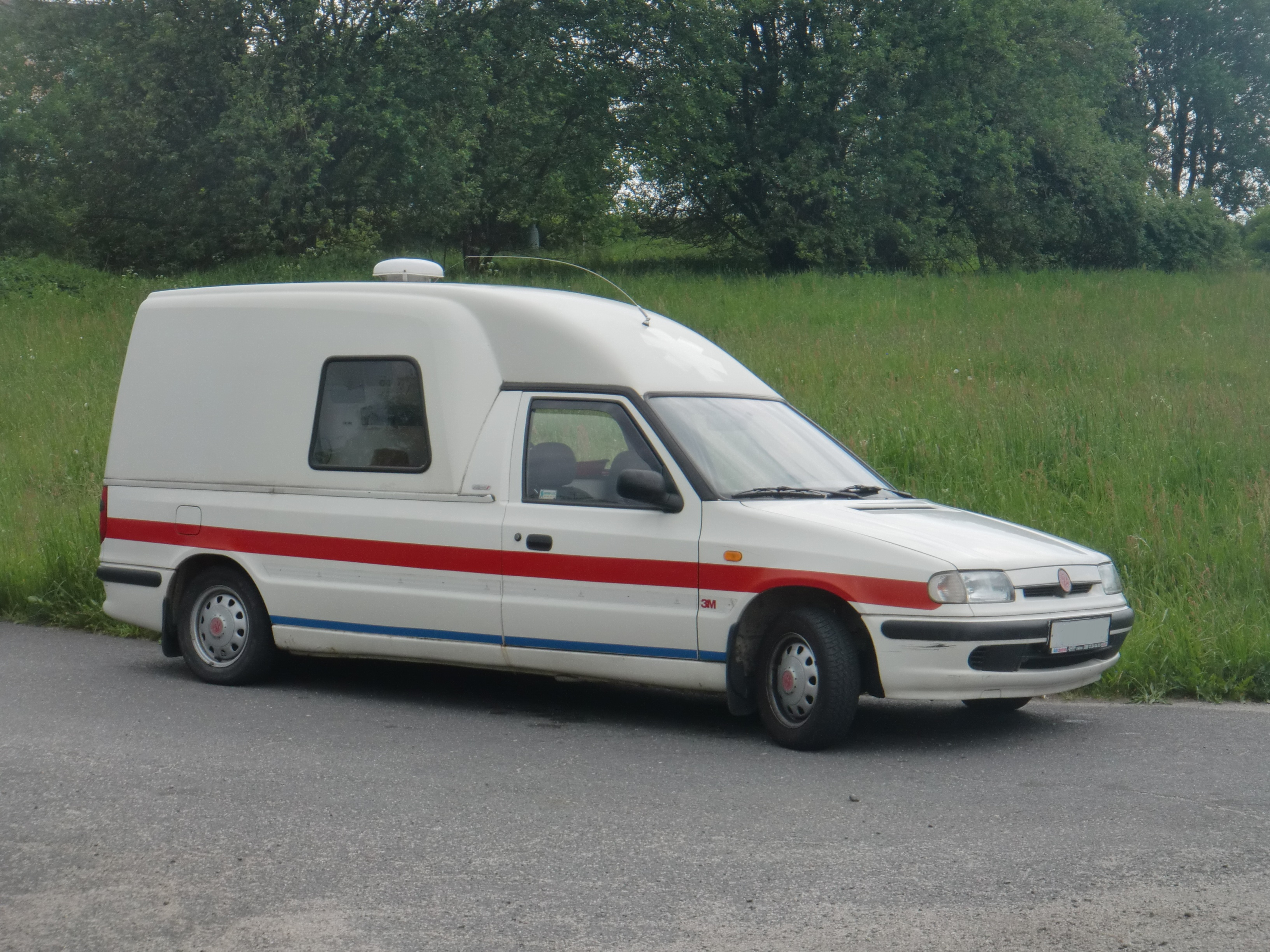
Jelínek Laureta jako bývalý sanitní vůz

Jednalo se o Pickup s rozvorem prodlouženým o 600 mm na konečných 3050 mm s nosností 560 až 580 kg. Oficiální název zní Jelínek Laureta M5B. Výrobu nezajišťovala sama automobilka, ale jeden z dealerů, Jaroslav Jelínek, a jeho společnost Laureta Auto. Původně mělo být vyrobeno 300 vozů v letech 1999 až 2001. Vozy měly být nástupcem užitkových typů Škoda 1203 a Felicia Vanplus. Automobilka se od celé záležitosti distancovala, takže na vozech nesmělo být použito logo automobilky. Kromě klasických Pickupů bez nástavby se automobily dodávaly i s uzamykatelnou nástavbou s křídlovými nebo výklopnými dveřmi. Dodnes některé slouží jako pohřební či sanitní vozy nebo pojízdné dílny.

#### Felicia MTX Sport
Škoda Felicia MTX Sport byla speciální sportovní úprava představená v roce 1996 společností MTX RS Praha. Koncepčně vůz vycházel stále z klasické Felicie. Byl ale zvýšen výkon. Motor byl převrtaný na objem 1342 cm3, vrtání 77 mm a zdvih 72 mm s upravenou hlavou. Kompresní poměr byl 10,0. Agregát dosahoval výkonu 58 kW (78 koní). Maximální rychlost vzrostla na 170 km/h a zrychlení z 0 na 100 km/h se zkrátilo na 13 sekund. Vůz byl vybaven kotoučovými brzdami na všech kolech.

#### Další úpravy MTX
Společnost MTX vyráběla na základě hatchbacku ještě modely Felicia MTX Comfort a Felicia MTX Country a na základě Combi Felicia MTX Family, Felicia MTX Assistant, Felicia Tip a Felicia Space.

#### Škoda Felicia Sedan
Felicia s karoserií sedan byl prototyp vycházející z modelu Favorit, který byl vyroben v roce 1991. Měl modernizovanou karoserii a v plánech bylo použití motorů s rozvodem OHC o objemech 1375 a 1596 cm3. Stejně modernizován měl být i stávající Favorit a z něj odvozené kombi Forman. K sériové produkci tohoto vozu ani těchto motorů po převzetí koncernem VW nikdy nedošlo.

## Provoz

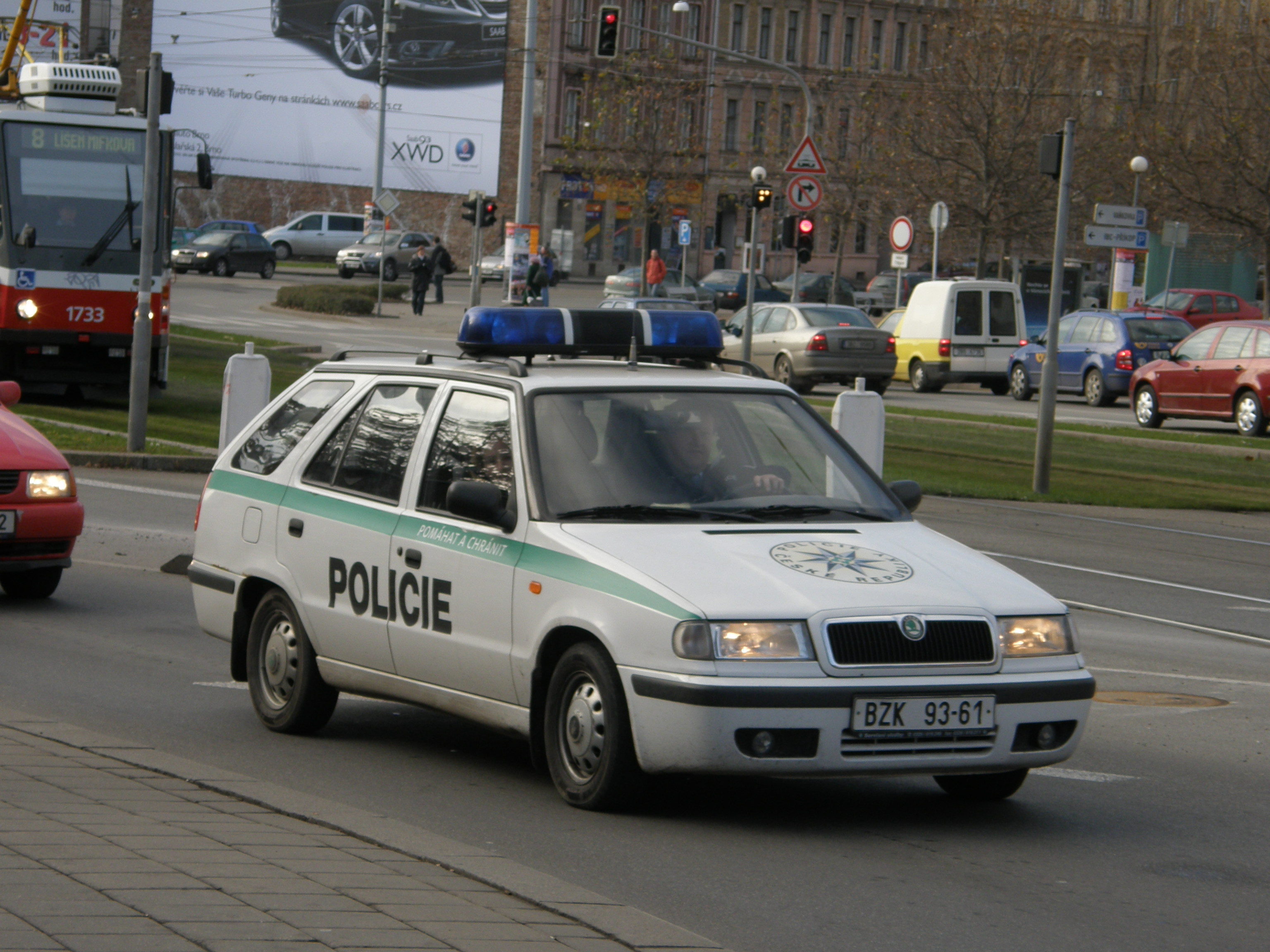
Policejní Škoda Felicia

Škoda Felicia byla častou složkou vozových parků různých firem a institucí. Ve velkých počtech je používala například Česká pošta, SPT Telecom (pozdější Český Telecom) ale Felicie sloužily i jako poslanecké vozy Poslanecké sněmovny ČR, vozidla taxislužeb a autoškol. Mezi významné uživatele Felicií patřila i česká policie, u které sloužilo více než 5500 kusů těchto vozidel. O velkém rozšíření Felicií v České republice svědčí i fakt, že v roce 2008 se s 405 927 kusy jednalo o nejčastější vozidlo v českém vozovém parku. K 31. prosinci 2010 se stále jednalo o nejrozšířenější automobil, s 393 189 vozidly tvořil 8,74 % českého vozového parku.

## Technické údaje
Podvozek Škody Felicia vychází ze Škody Favorit a tvoří ho vpředu zavěšení typu McPherson se spodními trojúhelníkovými rameny, zadní náprava je kliková s vlečnými rameny a stabilizátorem. Oproti Favoritu byla přepracována přední náprava, kde se úhel odklonu kola změnil na negativní a u verzí s motorem 1.6 a 1.9 byl přidán stabilizátor. Na zadní nápravě verze hatchback se montovala příčná výztuha pro redukci nedotáčivosti. Základ karoserie vychází také z Favoritu, byla oproti němu ale vyztužena. Karoserie je samonosná a je vyrobena z oceli. Brzdy byly kapalinové dvouokruhové s posilovačem brzdného účinku, vpředu kotoučové a vzadu samostavitelné bubnové, volitelně bylo k dispozici ABS. Motor byl uložen vpředu napříč a poháněl přední nápravu. Motor s karburátorem, který se dodával na trhy mimo EU a ČR, kde neplatily přísné emisní normy, vyžadoval olovnatý či bezolovnatý benzín s oktanovým číslem minimálně 90, zážehový motor s katalyzátorem o objemu 1,3 l a výkonu 40 kW vyžadoval bezolovnatý benzín s oktanovým číslem alespoň 91 a ostatní zážehové motory s katalyzátorem požadovaly bezolovnatý benzín s minimálně 95 oktany. Vznětový motor s nepřímým vstřikováním a vírovou komůrkou požadoval motorovou naftu s cetanovým číslem alespoň 49. Nádrž umístěná vzadu měla objem přibližně 42 litrů u motorů se vstřikováním a 47 l u motorů s karburátorem. Motory se vstřikováním plní emisní normu Euro 2. Povolené zatížení přední nápravy je 770 kg a zadní 800 kg. V případě přepravy nákladu na střeše je povolená maximálně 50kilogramová zátěž. Maximální povolená hmotnost brzděného přívěsu byla 900 kg a nebrzděného 400 kg. Přenos výkonu z motoru byl zajištěn suchou jednokotoučovou spojkou a přes pětistupňovou mechanickou manuální převodovku se dostával na přední kola. Vůz neabsolvoval nárazové zkoušky organizace Euro NCAP. Automobilka nechala vůz podrobit nezávislým crashtestům, které potvrdily vysokou úroveň pasivní bezpečnosti.

### Motory

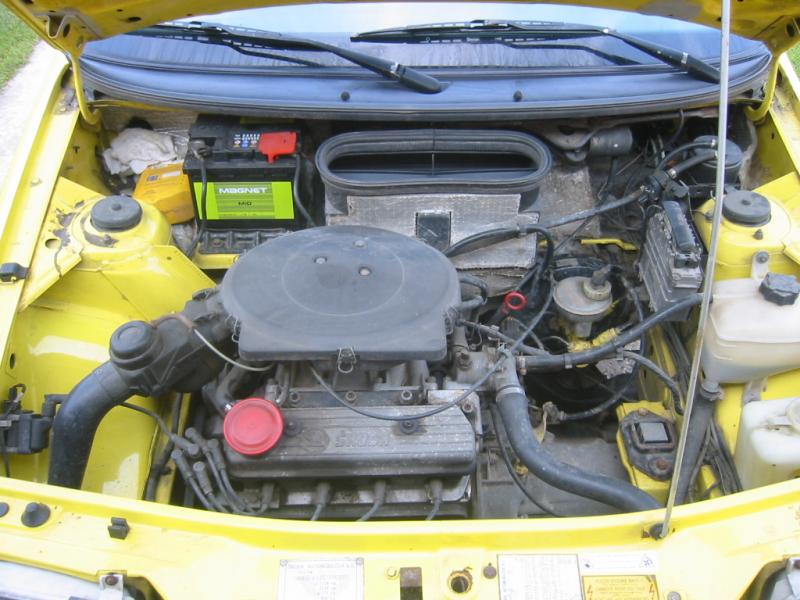
Motor 1,3 BMM
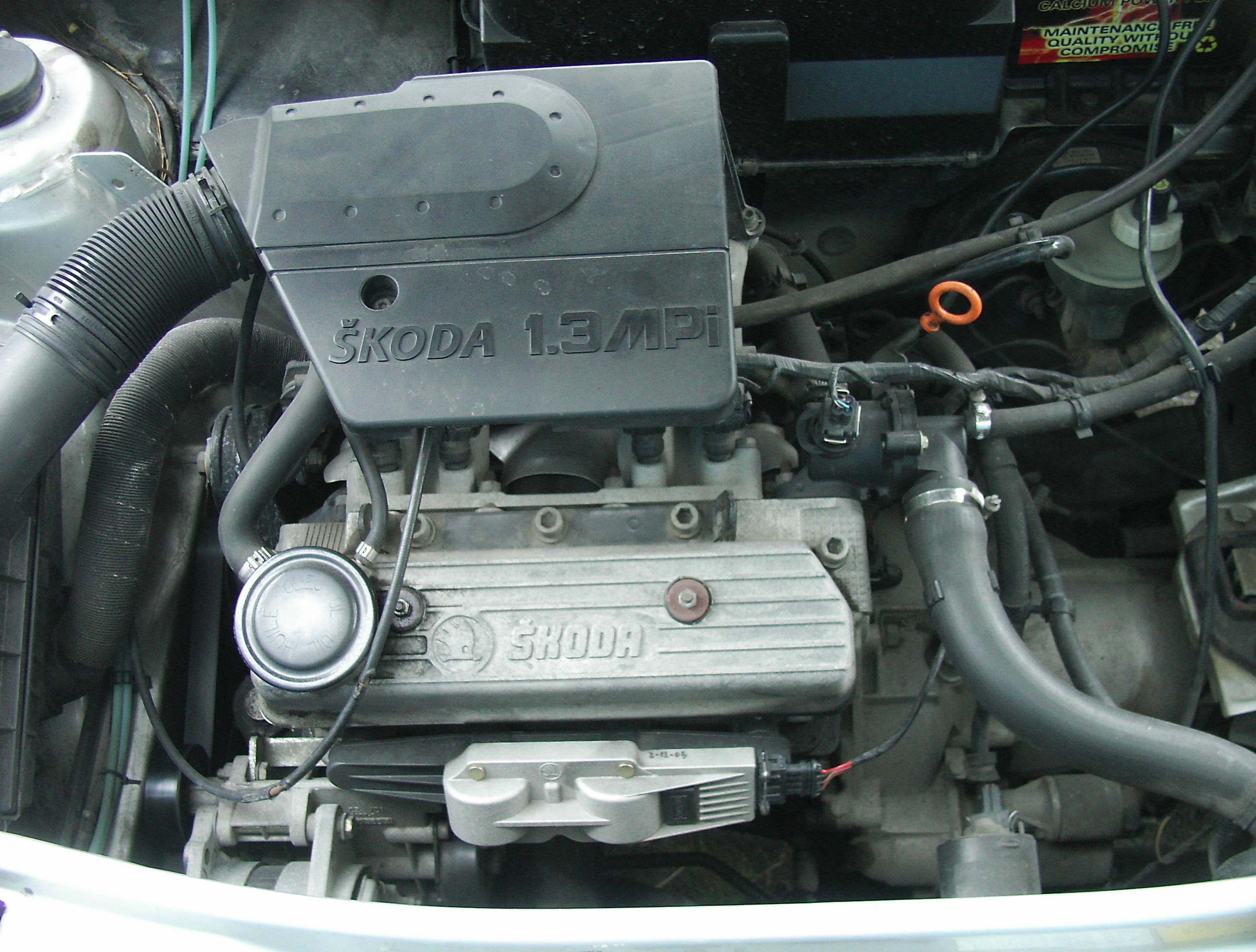
Motor 1,3 MPI
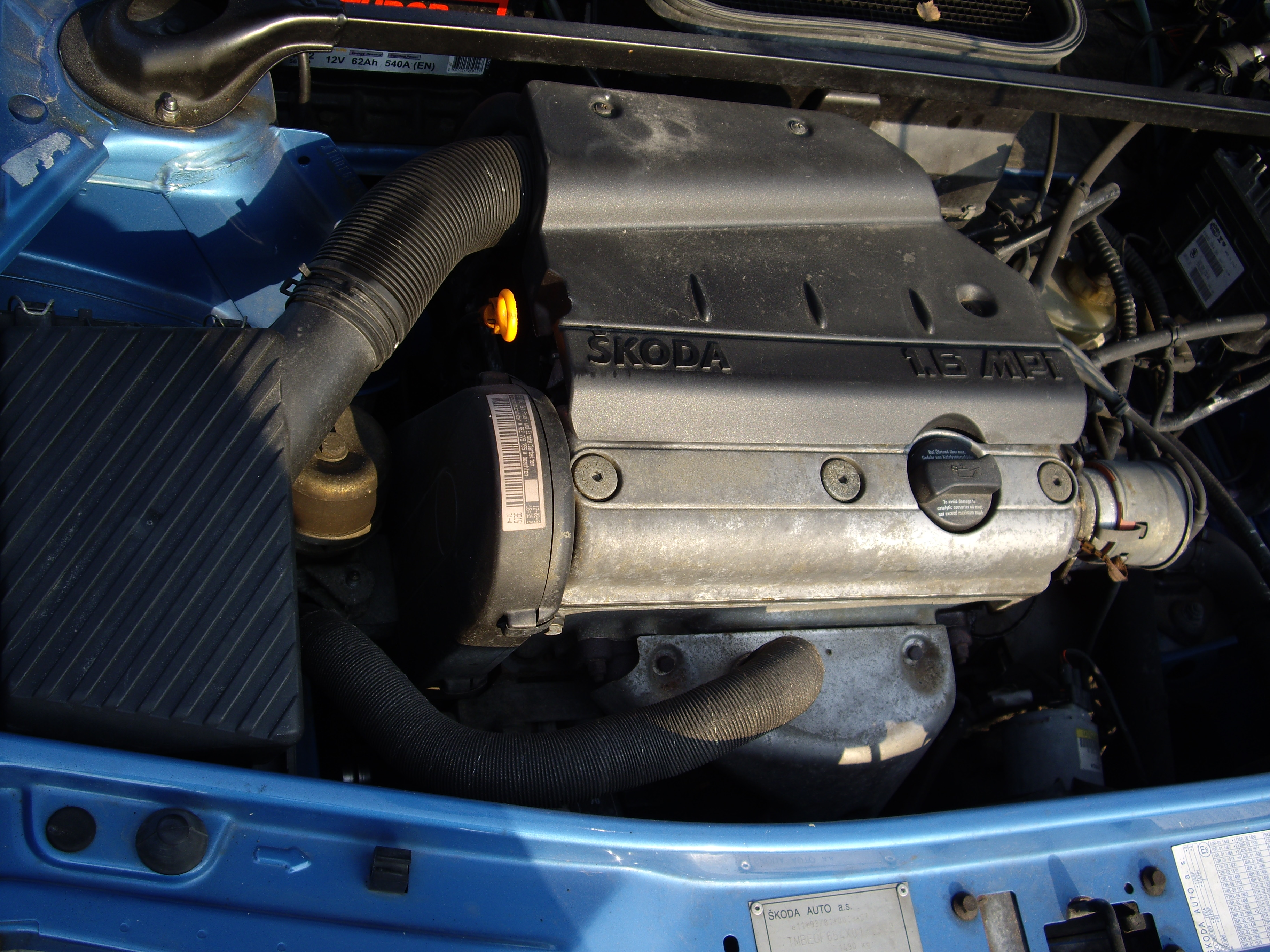
Motor 1,6 MPI
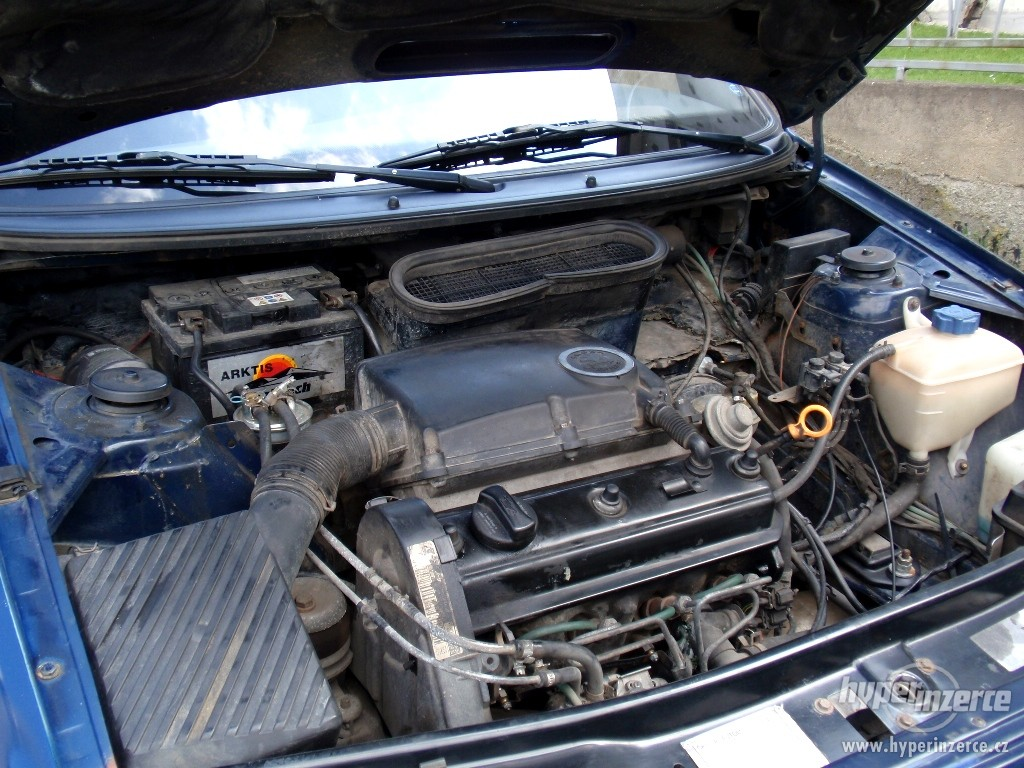
Motor 1,9 D

| Motor         | Objem    | Výkon           | Norma      | Spotřeba     | Maximální rychlost | Maximální rychlost | Maximální rychlost | Maximální rychlost | Zrychlení 0–100 km/h | Zrychlení 0–100 km/h | Zrychlení 0–100 km/h | Zrychlení 0–100 km/h | Poznámka                                                  |
| Motor         | Objem    | Výkon           | Norma      | Spotřeba     | Hatchback          | Combi              | Vanplus            | Pickup             | Hatchback            | Combi                | Vanplus              | Pickup               | Poznámka                                                  |
| ------------- | -------- | --------------- | ---------- | ------------ | ------------------ | ------------------ | ------------------ | ------------------ | -------------------- | -------------------- | -------------------- | -------------------- | --------------------------------------------------------- |
| Zážehové      |          |                 |            |              |                    |                    |                    |                    |                      |                      |                      |                      |                                                           |
| Š 781.135     | 1289 cm³ | 43 kW (58 koní) | —          | 7,2 l/100 km | 145 km/h           | 145 km/h           | 130 km/h           | 135 km/h           | 18 s                 | 19 s                 | 18 s                 | 15 s                 | Motor s karburátorem na olovnatý benzín (pouze na export) |
| Š 781.135 BMM | 1289 cm³ | 40 kW (54 koní) | Euro 2     | 6,9 l/100 km | 151 km/h           | 151 km/h           | 138 km/h           | 146 km/h           | 18 s                 | 19 s                 | 18 s                 | 17 s                 | jednobodové vstřikování BMM                               |
| Š 781.136 BMM | 1289 cm³ | 50 kW (68 koní) | Euro 2     | 6,8 l/100 km | 151 km/h           | 151 km/h           | 145 km/h           | 149 km/h           | 16 s                 | 17 s                 | 16 s                 | 15 s                 | jednobodové vstřikování BMM                               |
| Š 781.135 MPI | 1289 cm³ | 40 kW (54 koní) | Euro 2     | 6,4 l/100 km | 155 km/h           | 155 km/h           | 149 km/h           | 155 km/h           | 15,5 s               | 16,5 s               | 15 s                 | 14 s                 | vícebodové vstřikování MPI Siemens Simos 2P               |
| Š 781.136 MPI | 1289 cm³ | 50 kW (68 koní) | Euro 2     | 6,7 l/100 km | 162 km/h           | 162 km/h           | 155 km/h           | 161 km/h           | 13,5 s               | 14 s                 | 15 s                 | 14 s                 | vícebodové vstřikování MPI Siemens Simos 2P               |
| AEE 1,6 MPI   | 1598 cm³ | 55 kW (75 koní) | Euro 2     | 6,9 l/100 km | 170 km/h           | 170 km/h           | 154 km/h           | 161 km/h           | 12 s                 | 13 s                 | 13,5 s               | 12,5 s               | vícebodové vstřikování Magneti Marelli                    |
| Vznětové      |          |                 |            |              |                    |                    |                    |                    |                      |                      |                      |                      |                                                           |
| AEF 1,9 D     | 1896 cm³ | 47 kW (64 koní) | Euro 2 / 3 | 5,8 l/100 km | 156 km/h           | 156 km/h           | 140 km/h           | 150 km/h           | 16,5 s               | 17,5 s               | 17,5 s               | 16,5 s               | vznětový motor                                            |
| 1. 2. 3.      |          |                 |            |              |                    |                    |                    |                    |                      |                      |                      |                      |                                                           |

- Motor 1,3 BMM
- Motor 1,3 MPI
- Motor 1,6 MPI
- Motor 1,9 D

## Výbava
Felicia byla v ohledu výbavy revoluční, protože spousta prvků se tehdy u značky Škoda objevila poprvé. Od léta 1995 přibyly do výbavy na přání protiblokovací systém ABS a čelní airbag pro řidiče a spolujezdce, v září téhož roku přibyl motor 1,6 a posilovač řízení. V roce 1996 pak následoval vznětový motor 1,9 D a u motorů 1,9 D se stal posilovač řízení standardní výbavou. Po faceliftu v roce 1998 mohla být Felicia vybavena například i elektricky ovládanými předními okny, bočními airbagy a elektronickou uzávěrkou diferenciálu (EDS). Zároveň se některé původně příplatkové prvky dostaly do standardní výbavy.
Seznam dalších příplatkových prvků:
- Otáčkoměr (po faceliftu standard)

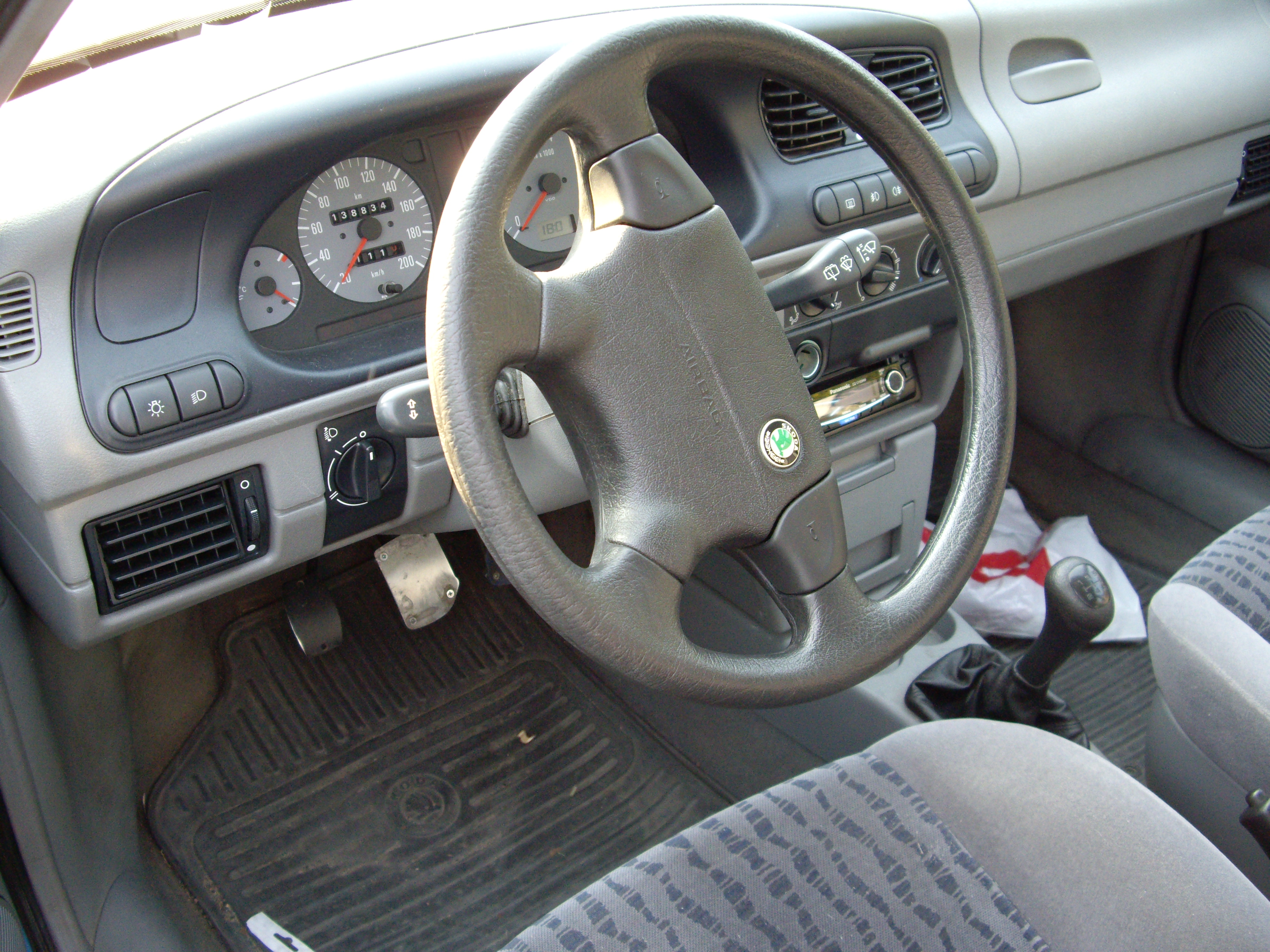
Interiér verze GLX

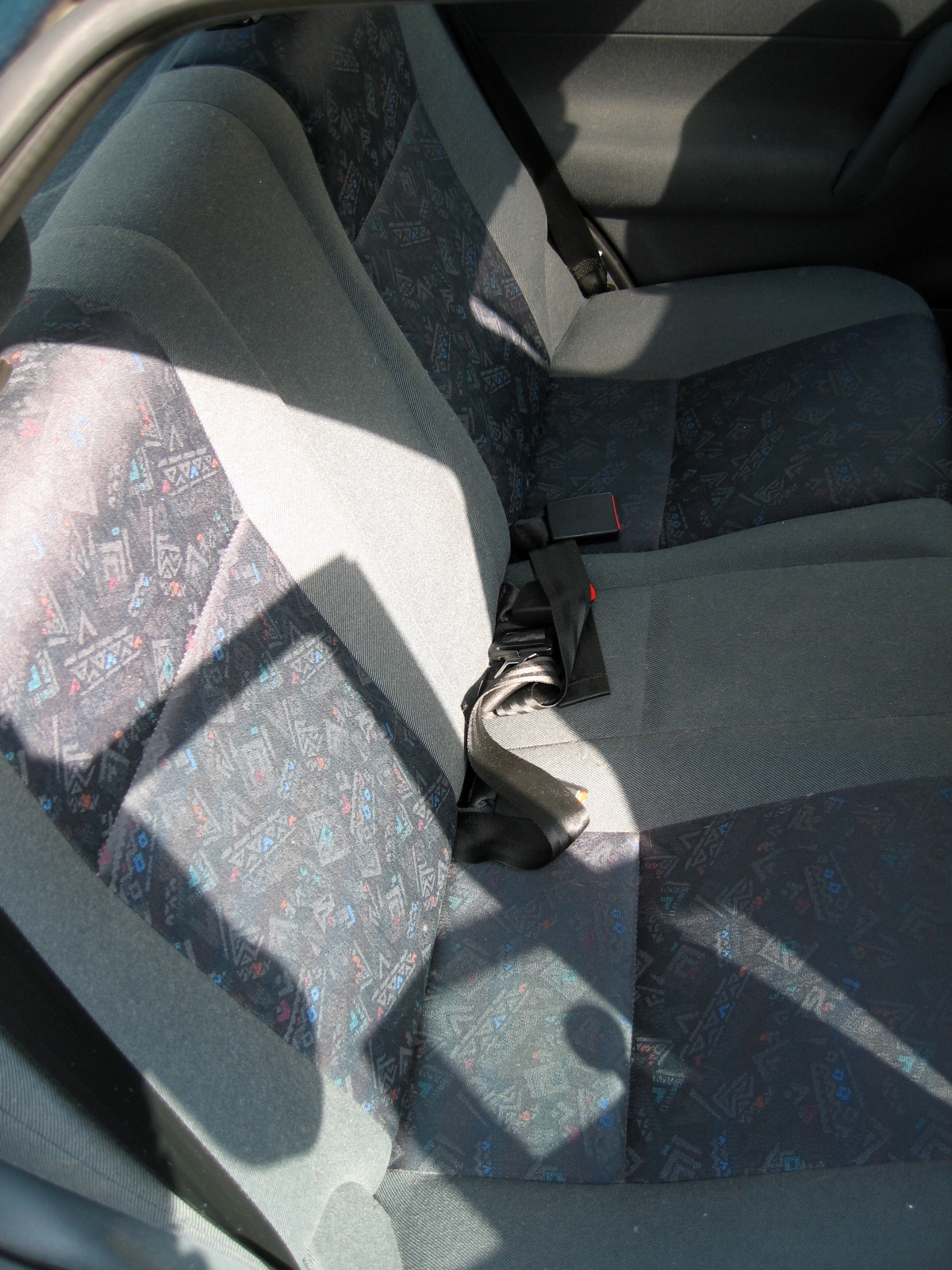
Dělená zadní sedadla v modelu LX

- Zkrutný stabilizátor přední nápravy (u motorizací 1.6 a 1.9D a vozy s ABS standardně)
- Imobilizér (od 1996 standardně)
- Centrální zamykání dveří s možností dálkového ovládání a alarmem (Metasystem - předfacelift, Laserline – facelift)
- Dělená zadní sedadla a opěradla
- Otevírání zavazadlového prostoru z místa řidiče (od 1996 standardně)
- Posilovač řízení (u motorizace 1.9 standardně, po faceliftu v roce 1998 standardně i pro 1.6, pro 1.3 na přání)
- Rozpěrná tyč předních tlumičů (standardně u vozů vybavených airbagy nebo ABS)
- Zrcátka a kliky dveří v barvě karoserie + B-sloupky opatřené černou samolepicí fólií (Po roce 1998 standardně pro verzi GLX)
- Vyhřívání předních sedadel (po modernizaci na přání pro GLX)
- Výškově stavitelná přední sedadla (po modernizaci pro verzi GLX řidičovo standardně, spolujezdcovo na přání)
- Střešní okno
- Přední mlhovky (na přání pro LX, standardně pro GLX)
- Tónovaná skla (standardně u GLX)
- Audioinstalace se dvěma (u hatchbacku) nebo čtyřmi (u combi) reproduktory
- Klimatizace
- Třinácti– nebo čtrnáctipalcová kola z lehkých slitin
- Elektricky stahovaná oknaKožené doplňky z černého modelu Sportline a ovladače elektrických oken

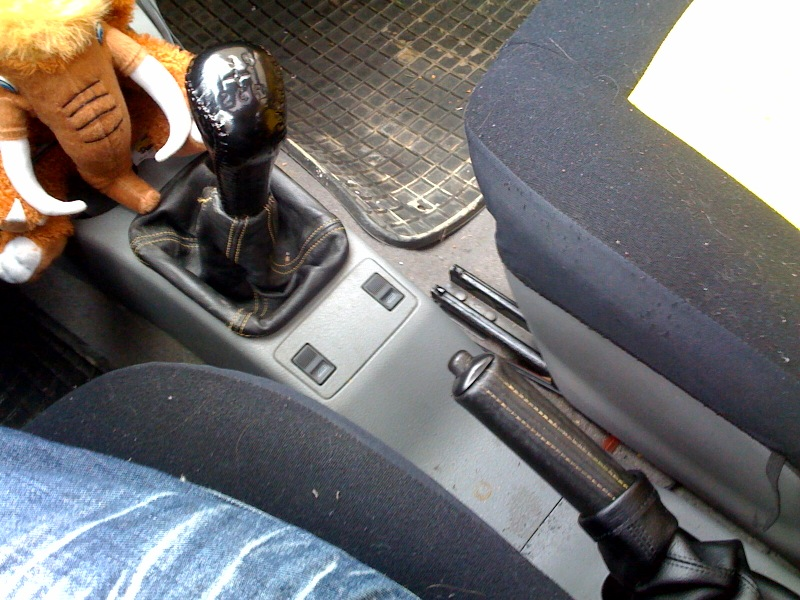
Kožené doplňky z černého modelu Sportline a ovladače elektrických oken

- Vnější elektricky vyhřívaná a ovládaná zrcátka (standard pro GLX)
- Palubní počítač
- Kožené doplňky v interiéru[8]
- Ozdobná koncovka výfuku
- Ochranné lišty prahů
- Střešní nosiče

### Akční výbavy

#### All Safe
Edice byla určena pouze pro vývoz, vycházela z výbavy LX a pouze v provedení Combi a disponovala např. airbagem řidiče, spolujezdce a taky bočními airbagy, ABS

#### Active

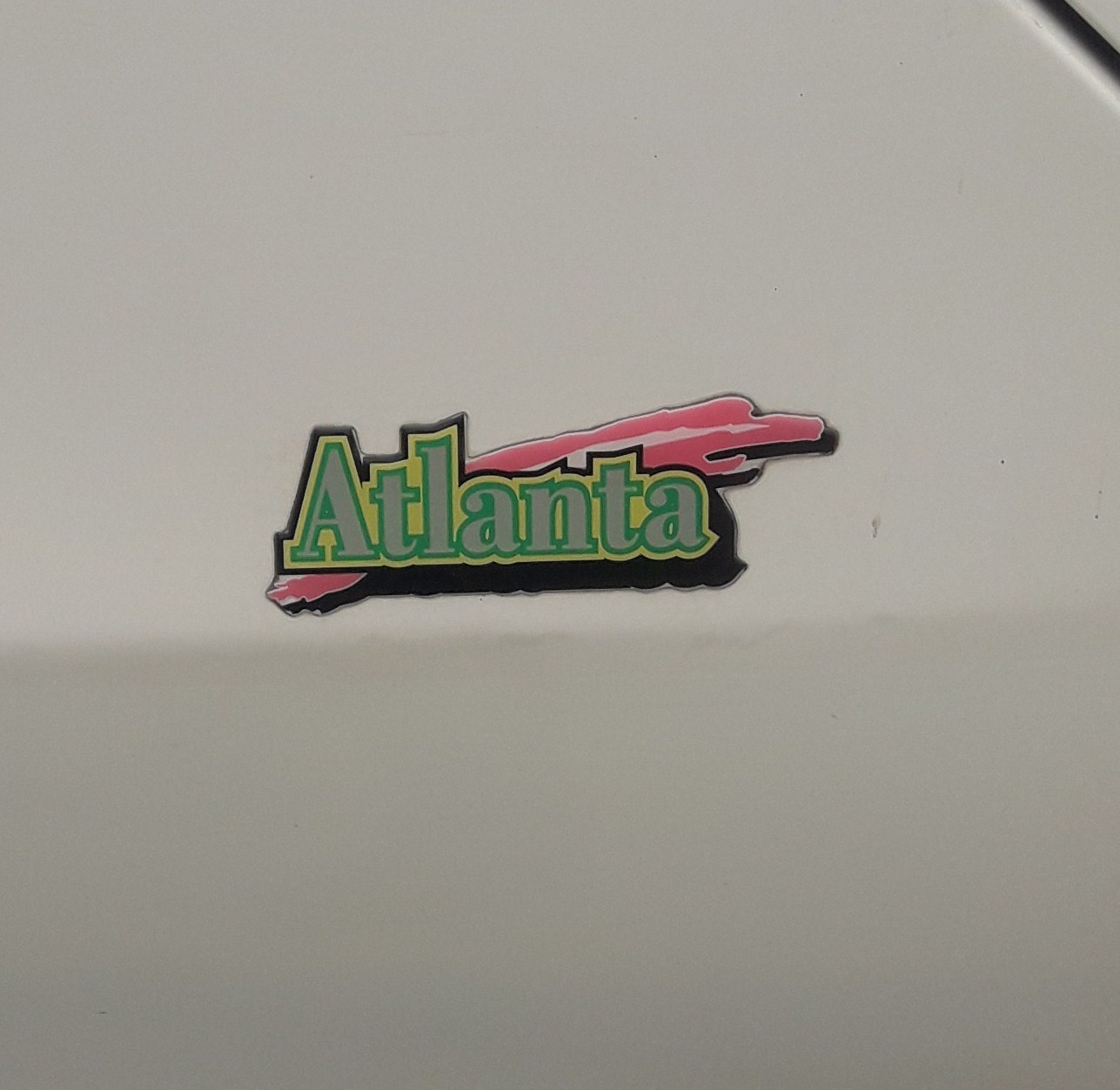
Škoda Felicia Atlanta edition

Standardní výbava GLX byla doplněna o elektricky stahovaná přední okna a airbag řidiče a spolujezdce.

#### Atlanta
Tato rozšířená výbava Felicií LX měla název podle probíhajících letních olympijských her v Atlantě. Vyráběla se v roce 1996. Dodávány byly pouze v barvách atlantská zeleň, bílé a tmavě červené a s motory 1,3 BMM o výkonu 50 kW. Další výbavou vozu byl otáčkoměr s digitálními hodinami, středový tunel, zapalovač, otevírání pátých dveří z místa řidiče, mlhové světlomety, dělená zadní sedadla, koberce v interiéru, osvětlení zavazadlového prostoru, airbag řidiče, čtrnáctipalcová kola z lehkých slitin, autorádio Blaupunkt se dvěma reproduktory v předních dveřích a dalšími dvěma vzadu u vozů Combi, centrální zamykání, imobilizér, tónovaná okna, střešní okno, černá koncovka výfuku, zpožďovač osvětlení interiéru, držák nápojů, přídavné úložné schránky pod palubní deskou a kryty prahů. Kromě nadstandardní výbavy dostal majitel i několik dárkových předmětů jako batoh, čepici a přívěsek na klíče, vše s logy olympijských her a automobilky Škoda.

#### Blue Sky
Pro německý trh vznikla i verze s plátěnou střechou, standardní hatchback měl plátěný díl střechy, který zasahoval 20 cm od okraje předního skla až nad zadní sedadla. Tato edice vycházela vždy z verze 1.6 MPI a výbavy GLX ve třech barevných variantách (tmavě modrá, zelená metalíza a vínová metalíza). Plátěná střecha od firmy Webasto typ Aero Top II byla dodatečně montována až u německých dealerů. Vyrobeno 396 kusů.

#### Conte
Pro Rakousko. Výbavová verze vycházela z výbavy LX v motorech 1.6 benzín a 1.9 diesel. Byla doplněna o manuální zrcátka v barvě laku karoserie, boční ochranné lišty, 13" kola s velkoplošnými kryty, 4× airbag, ABS, mezi sedadly byl umístěn středový tunel s vyjímatelnou schránkou, přední mlhové světlomety, dálkové centrální zamykání + alarm. Navzdory bohaté bezpečnostní výbavě tohoto akčního modelu, má edice pouze čirá skla bez tónování. 

#### Color Line

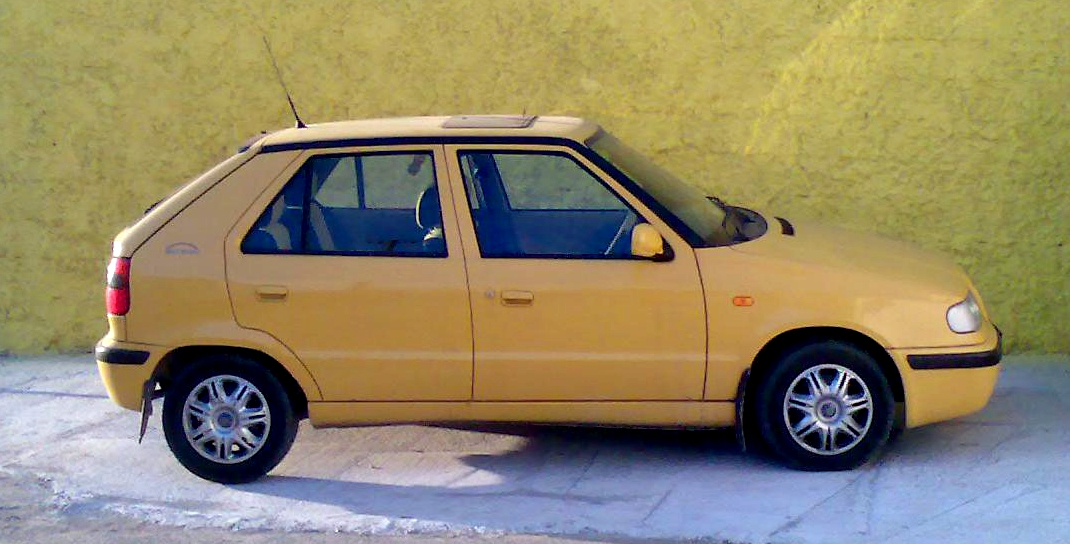
Felicia Color Line

Vozy ve výbavě LX lakované ve žluté Fun a modré Lagunové metalíze se prodávaly v roce 2000. Výbava byla doplněna o kliky, zrcátka a kroužky okolo zámků v barvě vozu. Sedadla a polstrování dveří byly buď ve žluté, modré nebo ve verzi Harlekýn, která obnášela kombinaci žluté, červené, modré a zelené. Potahový vzor má název Crowns. U žlutých vozů byla použita speciální grafika budíků se žlutým podkladem. Dále byly v základní výbavě přední mlhové světlomety, dělená zadní sedadla, tónovaná skla, čtyřramenný volant, velkoplošné kryty kol a střešní nosič pro Combi. Akční edice se nabízela ve dvou verzích označených I. a II. Verze II. měla navíc v základní výbavě centrální zamykání a mlhové světlomety. Tato akční edice se za příplatek mohla rozšířit o mimořádnou výbavu jako: přední airbagy, ABS, posilovač řízení pro 1.3, el. ovládání předních oken + příprava pro rádio, klimatizaci, střešní okno, originální autorádio, nebo 13" kola z lehkých slitin, modrá Lagunová metalíza byla také za příplatek. Naopak za interier Harlekýn se neúčtoval žádný příplatek.

#### Family

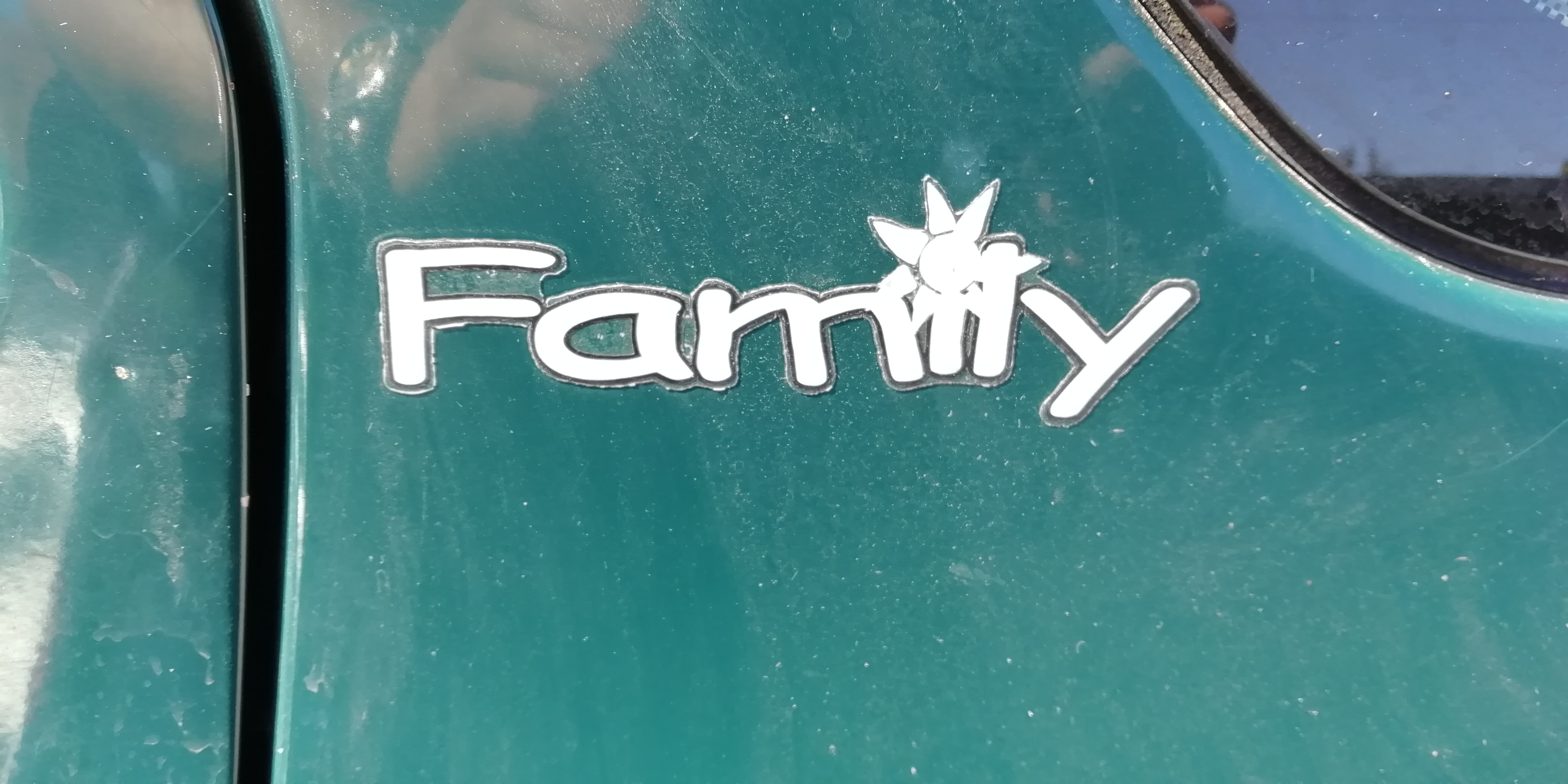
Škoda Felicia Family edition

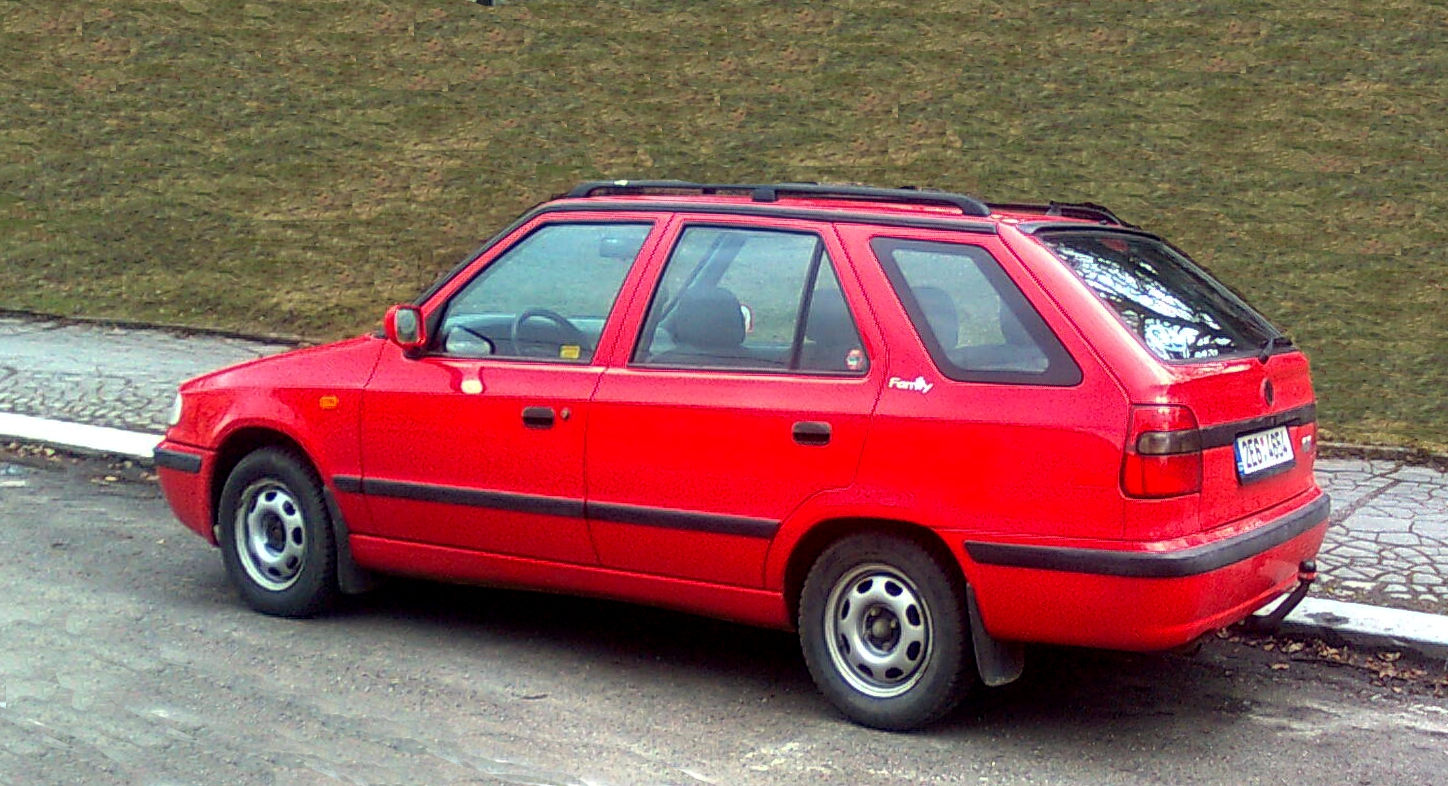
Škoda Felicia Family

Standardní výbava LX byla v této edici doplněna o odkládací prostory a bezpečnostní prvky. Z úložných prostorů to byl vak pod zadním platem, odkládací kapsy a úchytná síť v zavazadlovém prostoru. Mezi sedadly byl umístěn středový tunel s vyjímatelnou schránkou. Sedadla byla potaženou vzorovanou látkou Flapy a polstrování dveří bylo barevně sladěno se vzorkem na sedadlech. Dále byl ve voze airbag řidiče, přední mlhové světlomety, centrální zamykání na dálkové ovládání s alarmem a elektricky ovládaná přední okna.

#### Friend

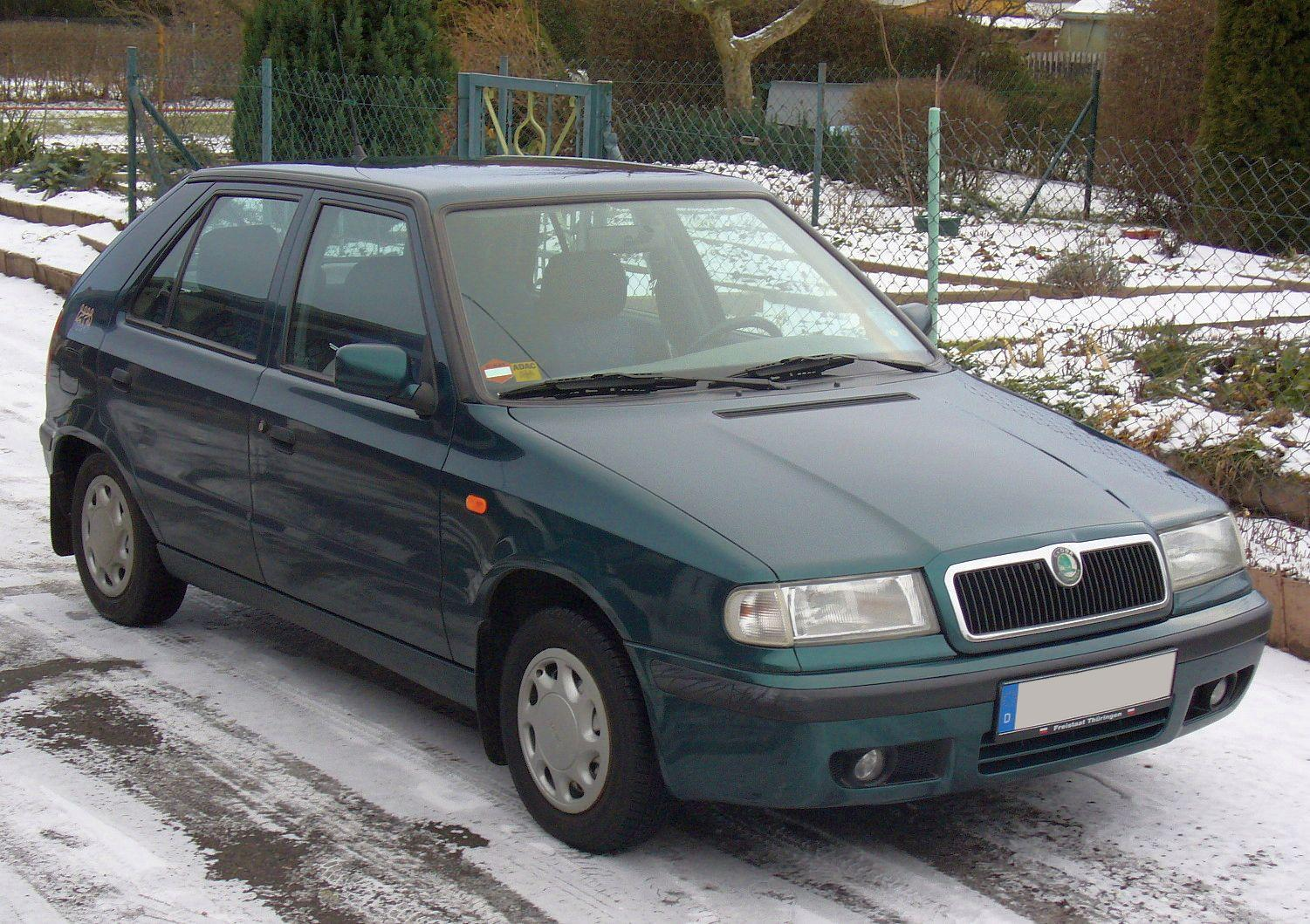
Akční výbava Friend

Tato limitovaná verze vychází z modelu po faceliftu s výbavou LX a prodávala se v Německu. Výbava byla rozšířena o elektrické stahování předních oken, alarm, centrální zamykání, hliníková třináctipalcová kola Magic a lakovaná vnější zpětná zrcátka. Z bezpečnostní výbavy nechyběla dvojice čelních airbagů a ABS.

#### Genua
V této verzi byly vozy s výbavou LX doplněny o hliníková třináctipalcová kola, sportovní volant, rádio Blaupunkt, středový tunel, mlhově světlomety, ozdobná koncovka výfuku a černé polepy B-sloupků.

#### Laurin & Klement
Tato speciální luxusně vybavená edice vznikla u příležitosti oslav sta let automobilky Škoda v roce 1995. Později byl název edice použit i u modelu Octavia. Standardní výbava GLX byla doplněna o systém ABS, airbag řidiče a spolujezdce včetně pyrotechnických předpínačů pásů, centrální zamykání s alarmem, imobilizér, intervalový spínač zadního stěrače, čtrnáctipalcová kola z lehkých slitin, ozdobná koncovka výfuku, tónovaná okna, čelní sklo se sluneční clonou, střešní okno, mlhové světlomety, kožená sedadla i výplně dveří, vyhřívání předních sedadel, kožený paket obsahující potah volantu, rukojeť ruční brzdy a řadicí páky a manžetu řadicí páky, elektricky ovládaná zpětná zrcátka a autorádio s bezpečnostní kartou. Nárazníky a zpětná zrcátka byly lakovány v barvě vozu. K vozům Combi byl navíc dodáván i střešní nosič.

#### Lato
Vozy s výbavou LX byly doplněny o rádio Blaupunkt s kódovací kartou, středovým tunelem a přesnými gumovými koberci.

#### Magic

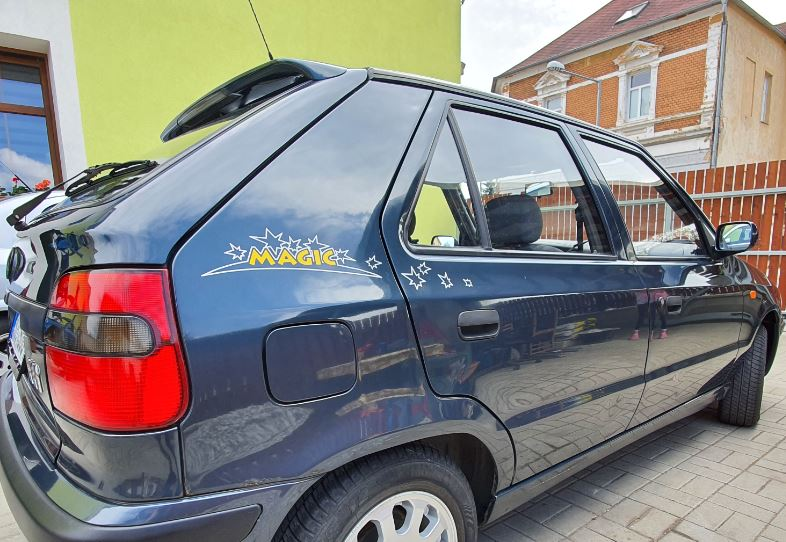
Škoda Felicia Magic edition

Edice Magic se dodávala pouze v barvě granitová metalíza. Jednalo se o limitovanou sérii 3000 vozů vyrobených v roce 1998. Ve výbavě byla hliníková třináctipalcová kola značky Borbet, čtyřramenný volant, elektricky ovládaná přední okna, středový tunel bez vyjímatelné schránky, dělená zadní sedadla, centrální zamykání na dálkové ovládání s alarmem, příprava pro rádio včetně dvou reproduktorů ve dveřích a v případě varianty combi dvou reproduktorů vzadu a mlhové světlomety. Vnější zpětná zrcátka byla lakována v barvě vozu. Vozy Combi se dodávaly včetně střešního nosiče.

#### Magic 2

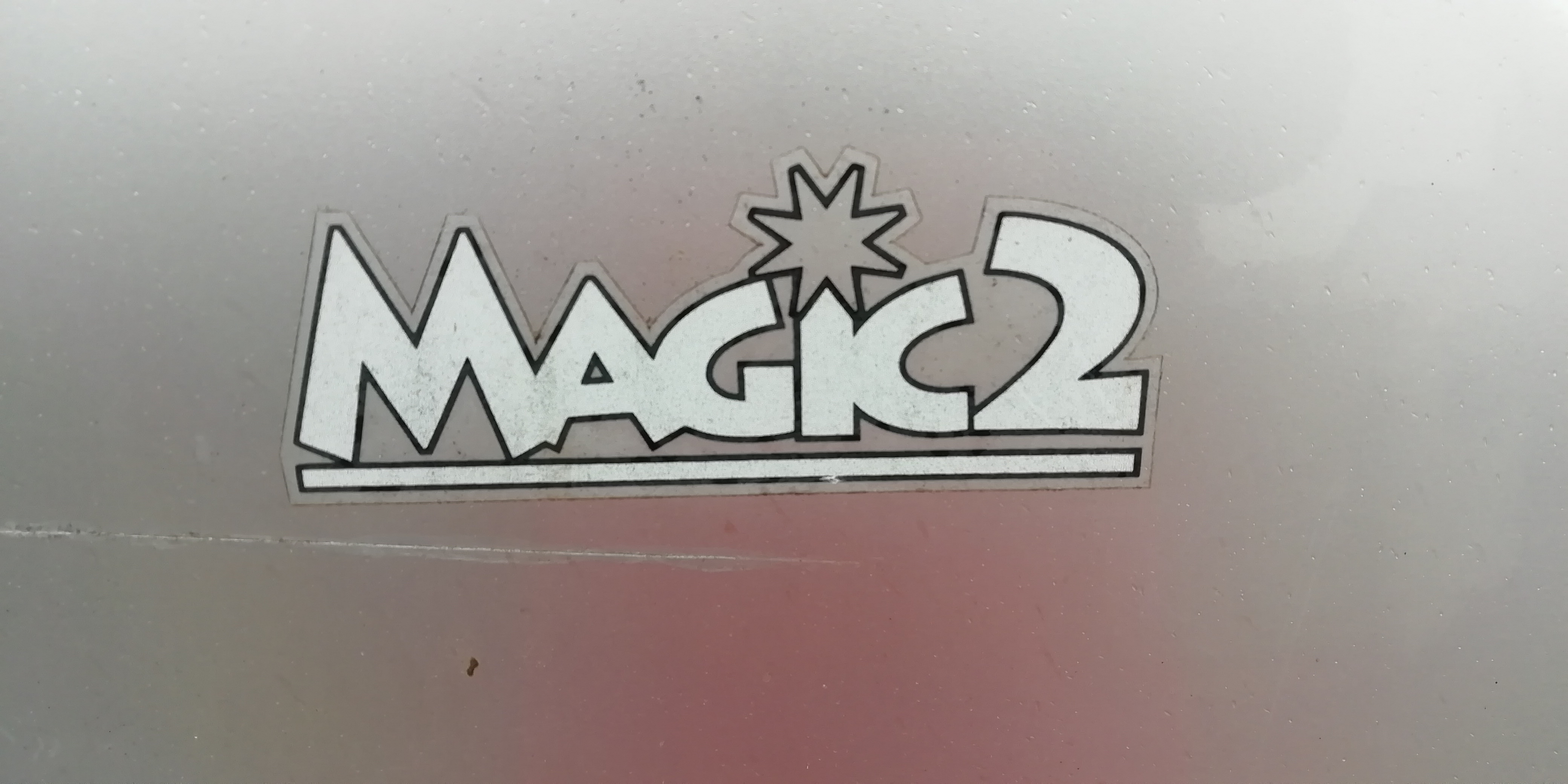
Škoda Felicia Magic2 edition

Základem byla edice Magic. V edici Magic 2 byly navíc nárazníky lakované v barvě vozu, imobilizér, otáčkoměr s digitálními hodinami, otevírání pátých dveří z místa řidiče, osvětlení zavazadlového prostoru, látka na sedadlech s potahem Antlia, kliky lakované v barvě vozu, kroužky kolem zámků lakované v barvě vozu, středový tunel s vyjímatelnou schránkou, zadní stěrač s cyklovačem, černý polep B-sloupku, boční ochranné lišty, tónovaná skla, kožený paket (potah volantu, madla ruční brzdy, rukojeti a manžety řadicí páky), airbag řidiče, ozdobná koncovka výfuku, zapalovač, textilní koberce do interiéru a hliníková čtrnáctipalcová kola. Vůz byl nabízen v odstínech granitová, stříbrná diamantová, modrá hlubinná a zelená smaragdová. Tato verze se prodávala v roce 2000.

#### Mystery

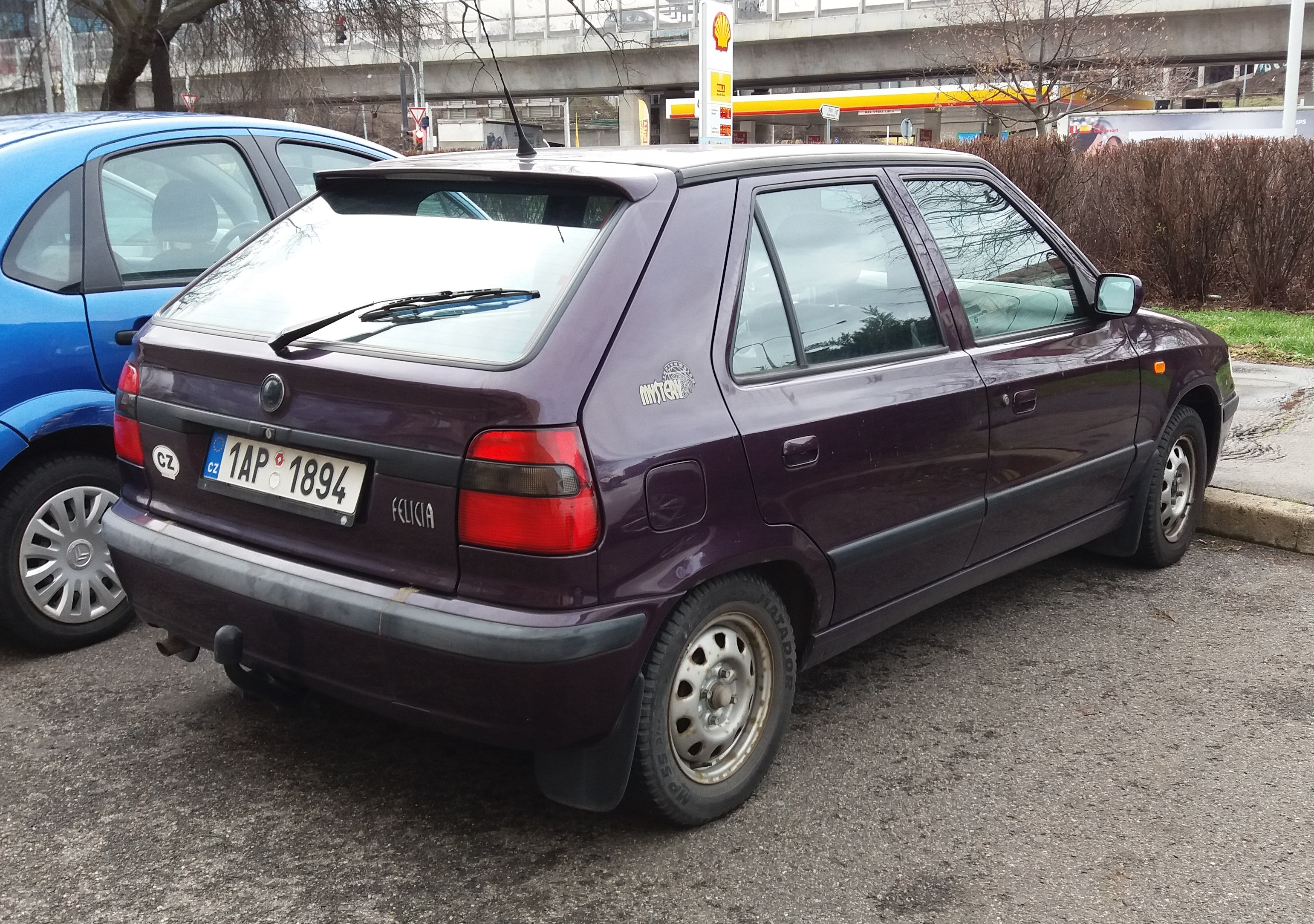
Akční výbava Mystery

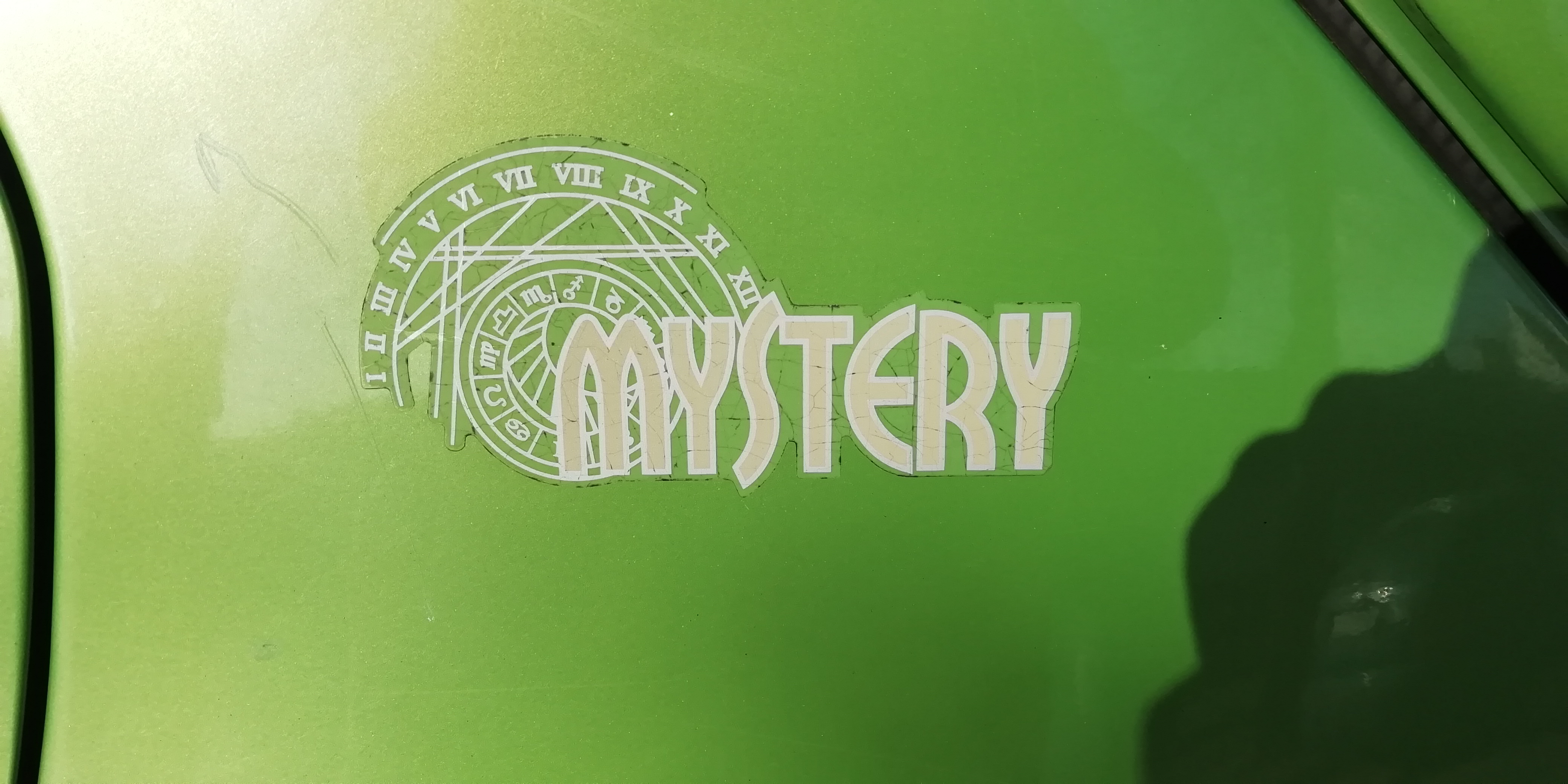
Škoda Felicia Mystery edition

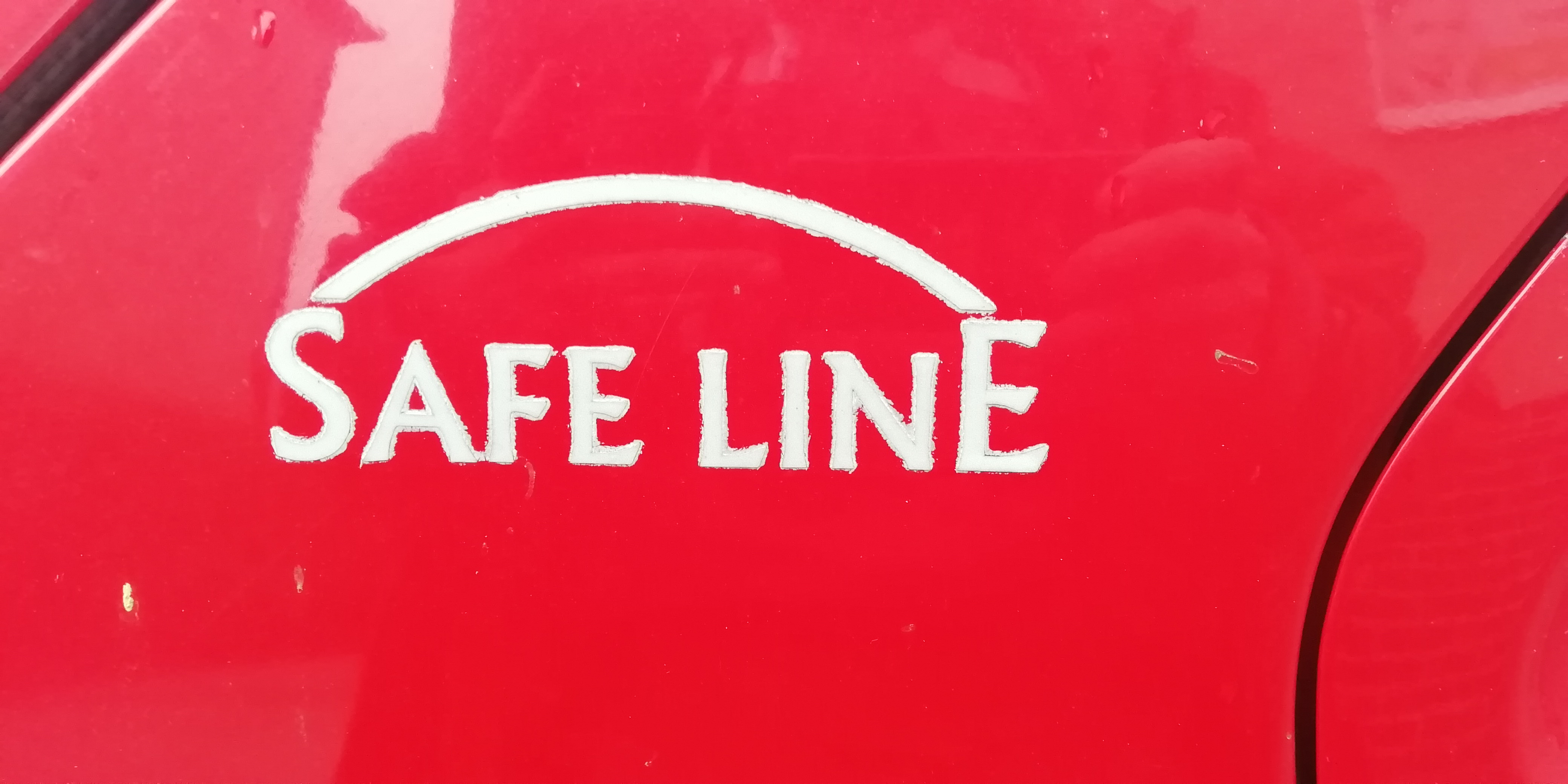
Škoda Felicia Safe Line edition

Akční model vycházel z verzí LX, byl doplněn o některé prvky z výbavy GLX a některé doplňky určené výhradně pro tuto edici. Byla to výškově nastavitelná přední sedadla, vnější kliky, zpětná zrcátka, nárazníky a kroužky okolo zámků lakované v barvě vozu, boční ochranné lišty, středový tunel s vyjímatelným boxem, chromovaná koncovka výfuku, cyklovač zadního stěrače, zapalovač, airbag řidiče, dělená zadní sedadla, mlhové světlomety, centrální zamykání s dálkovým ovládáním a alarmem, elektricky ovládaná přední okna, elektricky ovládaná zpětná zrcátka, příprava pro rádio s dvěma reproduktory, potahová látka sedadel Astro Maroni barevně sladěná s karoserií, speciální vzor čalounění dveří, horní spojler pátých dveří s integrovaným třetím brzdovým světlem a vkládané textilní koberce s lemem v barvě interiéru. Verze Combi byla doplněna navíc střešním nosičem a dalším párem reproduktorů. Edice Mystery se dodávala pouze v metalických barvách zelená májová a fialová Esprit.

#### Safe Line
Tento model vychází z výbavy LX, měl v základní výbavě airbag řidiče, spolujezdce i boční airbagy v sedačkách, ABS, signalizaci zapnutí bezpečnostního pásu řidiče, střední konzoli s vyjímatelným boxem, vnější zrcátka lakovaná v barvě vozu, přední mlhovky, úchytná oka v zavazadlovém prostoru, centrální zamykání s dálkovým ovládáním a alarmem, dělená zadní sedadla a přípravu pro rádio. Dodávala se v barvách Červená Rallye nebo Bílá Candy 

#### Sole

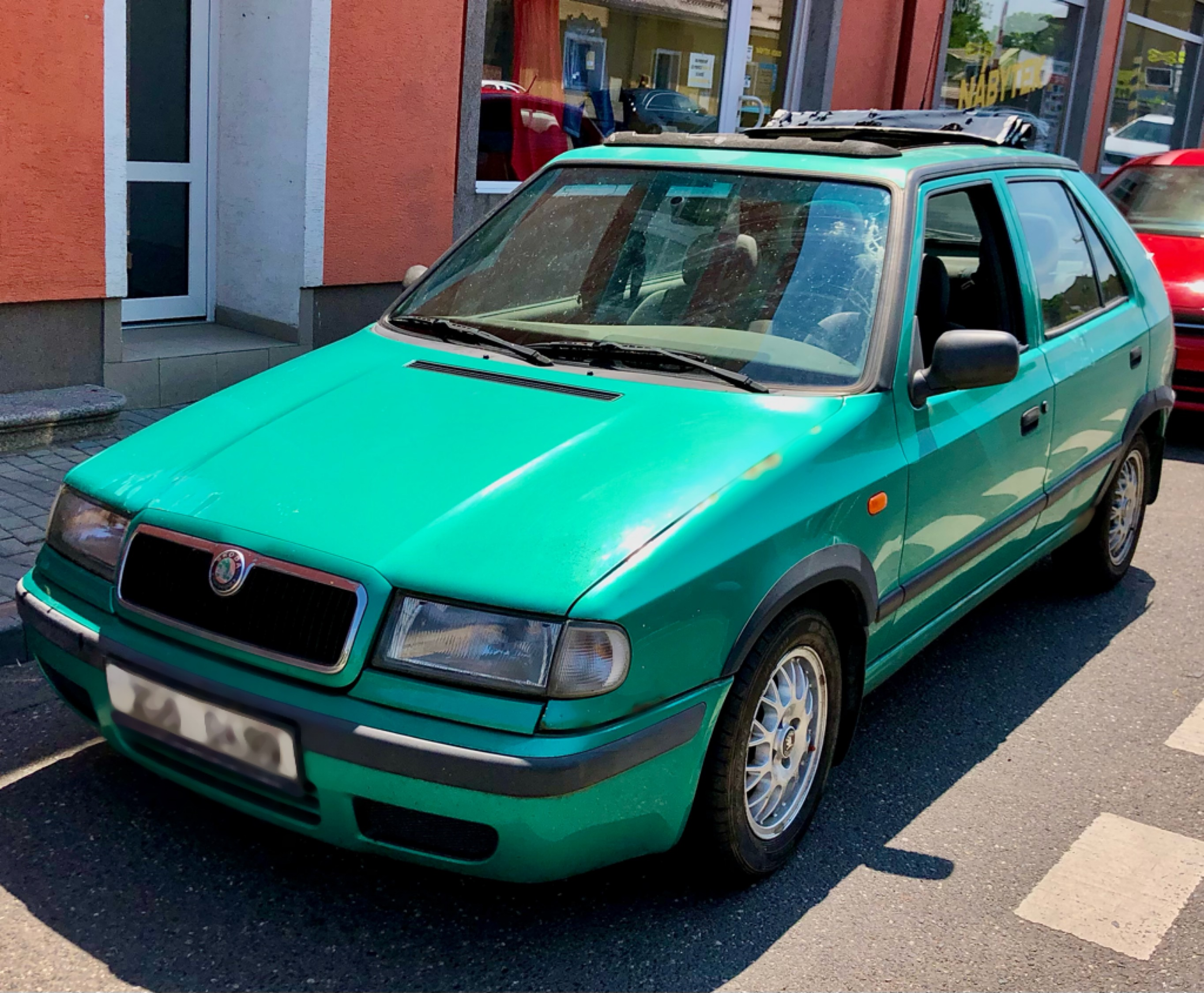
Škoda Felicia Sole

Pro rakouský trh byla vyráběna verze s plátěnou elektrickou střechou. Byl zvolen agregát 1.9 D o výkonu 47 kW v kombinaci s třídou výbavy LX.
Rakouských Sole se vyrobilo 134 kusů. Tento poněkud raritní hatchback měl plátěný díl střechy webasto, který zasahoval 20 cm od okraje předního skla až nad zadní sedadla. Vyráběla se ve čtyřech barevných variantách (tmavě modrá, zelená, červená a stříbrná).

#### Space Line
Tato akční edice se prodávala pouze na základě Felicie Combi v roce 2000. Ve výbavě byly nárazníky, zrcátka, kliky, kroužky kolem zámků lakovány v barvě vozu, imobilizér, otáčkoměr s digitálními hodinami, otevírání pátých dveří od místa řidiče, osvětlení zavazadlového prostoru, střešní nosič, černý polep B-sloupku, mlhové světlomety, látka na sedadlech s potahem Antlia, středový tunel s vyjímatelnou schránkou, dělená zadní sedadla, centrální zamykání na dálkové ovládání s alarmem, tónovaná skla, airbag řidiče, ozdobná koncovka výfuku, elektricky ovládaná přední okna, příprava pro rádio včetně čtyř reproduktorů, textilní koberce do interiéru, sprej na opravu pneumatik s kompresorem, úchytná oka v zavazadlovém prostoru, mezipodlaha v zavazadlovém prostoru, střešní nosiče, dvě vyjímatelné tašky a hliníková čtrnáctipalcová kola.

#### Sport Line

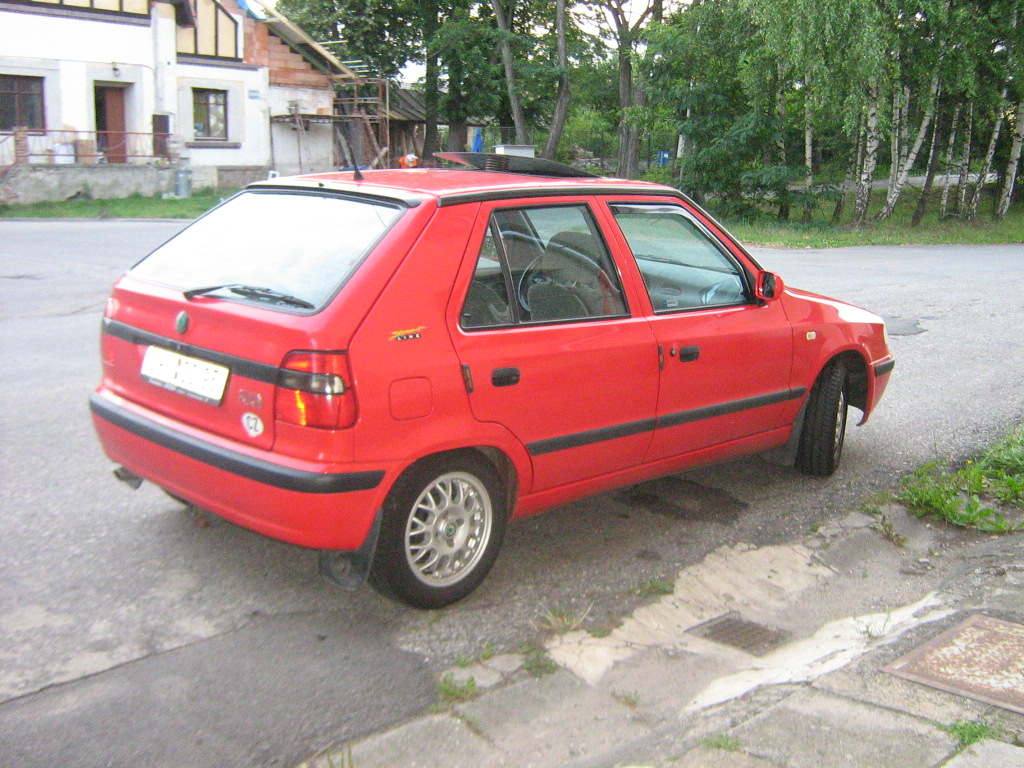
Škoda Felicia Sport Line – červené provedení

Edice Sport Line byla založena na výbavě LX. Dodávala se jen v odstínech červená rallye a černá magická a pouze s motory 1,3 MPI a 1,6 MPI v roce 1999 a 2000. Červené vozy měly červeno-šedá sedadla, červené bezpečnostní pásy a některé byly vybaveny červeným polstrováním dveřních výplní. Černé mají stejné části interiéru ve žluté barvě, navíc byly vozy doplněny o stejné žluté budíky, jaké má edice Color Line. Potahová látka byla se vzorem Crowns. Vozy byly vybaveny malým koženým paketem (volant, madlo ruční brzdy a řadicí páka s manžetou), kde byla k obšití použita buď červená nebo žlutá nit. Vnější zrcátka byla lakována v barvě vozu. Ve výbavě byl imobilizér, otáčkoměr s digitálními hodinami, otevírání pátých dveří z místa řidiče, textilní koberce v interiéru, středový tunel, centrální zamykání s dálkovým ovládáním a alarmem, elektricky ovládaná přední okna, airbag řidiče, dělená zadní sedadla, příprava pro autorádio, dva reproduktory (kombi čtyři), úchytná oka v zavazadlovém prostoru, tónovaná skla, čelní okno se zeleným pruhem, přední mlhové světlomety, čtrnáctipalcová hliníková kola, kouřové boční blikače, chromovaná koncovka výfuku a u verze Combi střešní nosiče.[zdroj⁠?!]

#### Trumf
Tato akční výbava zahrnovala vnější zrcátka a kliky v barvě vozu, velkoplošné kryty kol, tónovaná skla, čtyřramenný volant, malou střední konzola (bez boxu) a centrální zamykání.

#### X Line
Výhradně pro ČR, vychází ze základní verze zlevněné o 15 tisíc korun pro podporu trhu. Výbava byla oproti základní verzi ochuzena ještě o otevírání pátých dveří a měla přípravu pro autorádio. Vyrobeno 1200 kusů po 3 sériích (bílá, modrá, červená) – verze měla namísto otáčkoměru analogové hodiny a verze vycházela jenom v provedení hatchback.

## Závodní verze

### Pickup Freestyle

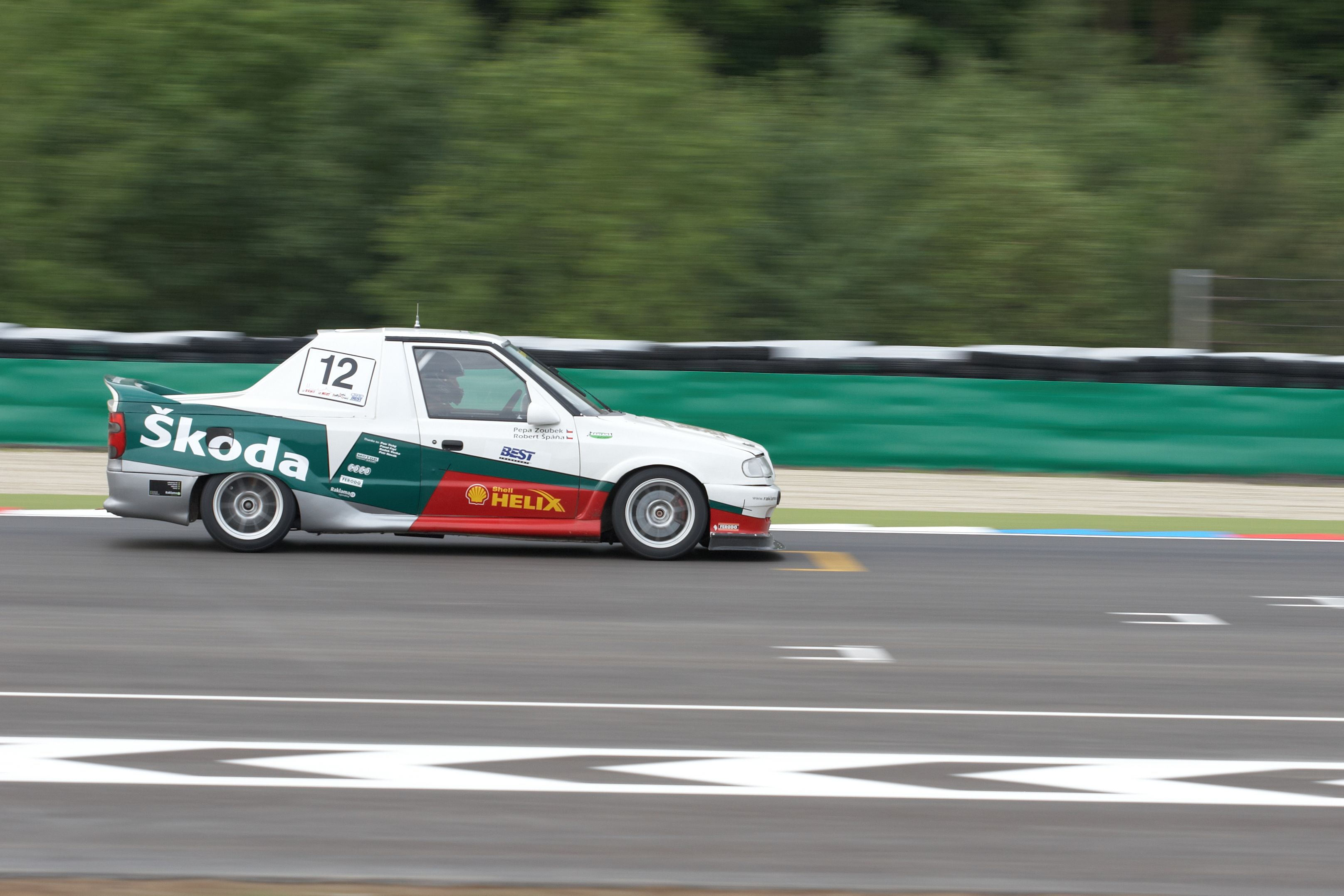
Pickup Freestyle

Pickup freestyle byly okruhové závody závodních speciálů postavených na bázi vozu Škoda Pickup první a druhé generace. Jednalo se o jednomístné vozy určené pro závody na okruhu. Automobily měly zakrytý nákladový prostor. Vozy byly připravovány firmou Autospektrum 2000, s. r. o., Mariánské Lázně.
Ve druhé generaci byl Pickup poháněn čtyřválcem o objemu 1490 cm3 o výkonu 95 kW a byl vybaven šestistupňovou převodovkou. Maximální rychlost byla 205 km/h a zrychlení na 100 km/h za 9 sekund. Hmotnost vozu byla 780 kg.

### Rallye
Škoda Felicia také dala základ rallyovým speciálům. Nejlepším umístěním v první sezóně bylo celkové čtvrté místo v rallye Argentina. Ve stejné sezoně získala Škoda pohár v mistrovství světa značek ve třídě s objemem motoru do 2000 cm3. Největším úspěchem týmu Škoda Motorsport bylo celkové třetí místo v sezoně 1996, kdy tým zaostal za koncernovými vozy SEAT a Volkswagen, ale až do poslední rychlostní zkoušky při posledním podniku bojoval o titul. Vozy Škoda například ve své kategorii vyhrály Rallye Monte Carlo 1996, Portugalskou rallye, Rallye Nový Zéland 1996, Australskou rallye. O rok později Felicie opět vyhrály v Monte Carlu. Neabsolvovaly ale celou sezonu. Na Finské rallye byla představena nastupující Škoda Octavia Kit Car. Vůz postupně řídili piloti Pavel Sibera, Emil Triner, Stig Blomqvist a Jindřich Štolfa.

### Škoda Felicia Kit Car

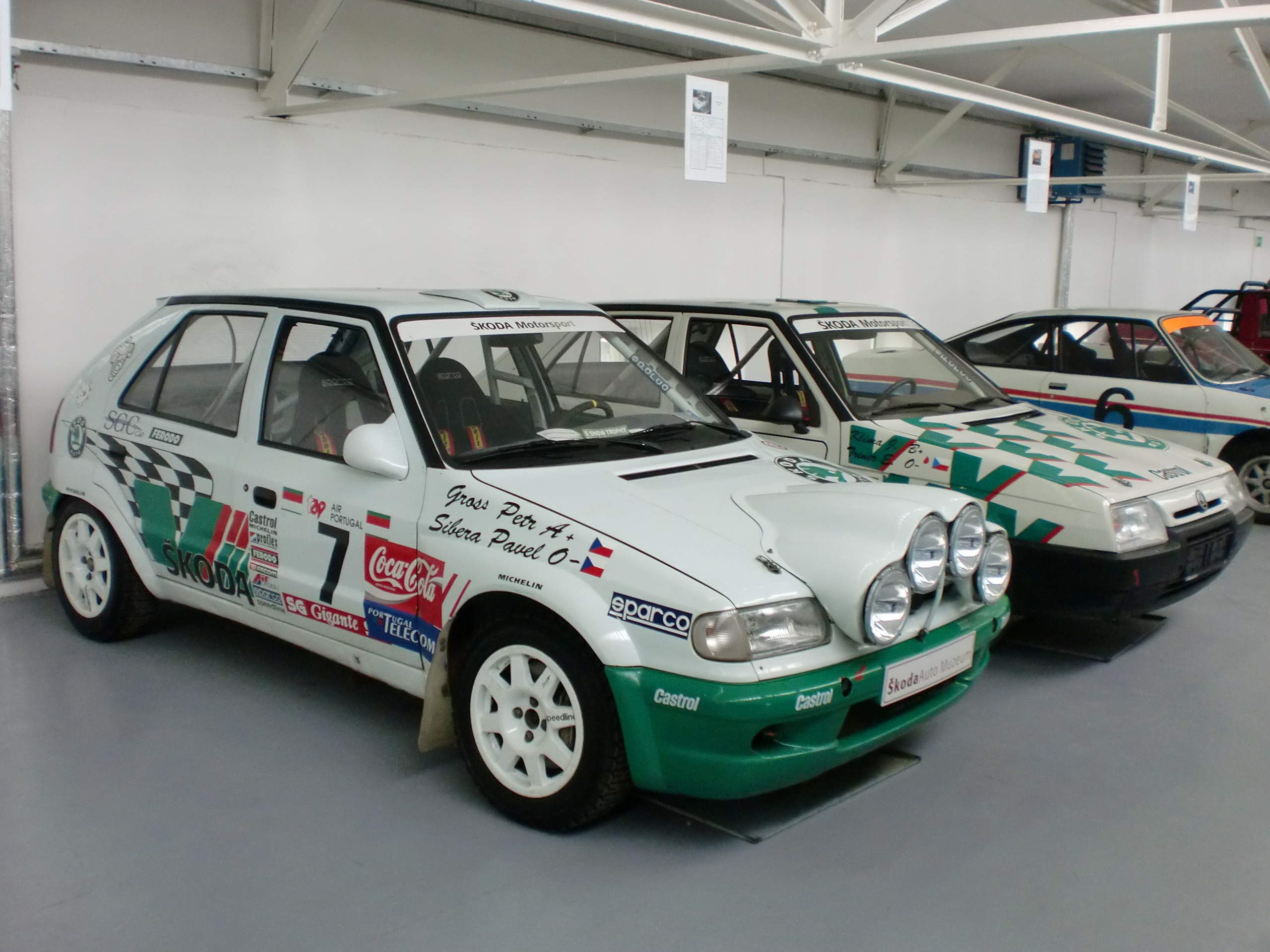
Škoda Felicia Kit Car 1500 v depozitáři Muzea Škoda

Verze Kit-car byla speciálně upravená pro závody rallye, ve kterých nahradila úspěšný model Favorit. Vyrobeny byly tři verze s motory 1,3, 1,5 a 1,6 l. Vůz měl motor vpředu a pohon předních kol. Poháněl ho řadový čtyřdobý kapalinou chlazený čtyřválec, který byl umístěn napříč před přední nápravou. Části motoru byly z hliníkové slitiny. Palivová nádrž byla na 60 litrů. Rozvor náprav byl 2450 mm, rozchod kol 1500 mm vpředu a 1480 mm vzadu. Patnáctipalcová kola z lehkých slitin byla od firmy Speedline. Karoserie byla podobná sériovému vozu, byla rozšířená v oblasti blatníků a byla opatřena ventilací na střeše. Některé její části (například nárazníky) byly z lehčích materiálů. Původně se měl vůz představit na soutěži Rallye Monte Carlo 1995, ale nakonec nastoupil až na Švédské rallye. Důvodem bylo praskání unašeče výstupu převodovky.
Několik automobilů Kit Car bylo upraveno i pro okruhové závody. V roce 1995 získal Martin Dlouhý titul mistra republiky ve třídě A do 1300 cm3. V italském mistrovství skončil pilot Luca Canni Ferrari druhý.

#### Kit Car 1300
Objem motoru byl 1289 cm3 a dosahoval výkonu až 122 kW. Zdvih byl 72 mm.

#### Kit Car 1500
Verze 1500 byla vyrobena v roce 1994. Motor měl objem 1491 cm3 a výkon 115 kW. Zdvih byl 78 mm, kompresní poměr 12:1. Vůz měl třikrát uložený klikový hřídel se čtyřmi protizávažími, vícebodové vstřikování a tlakové oběžné mazání. Váha celého vozu byla pouhých 850 kg. Maximální rychlost dosahovala až 180 km/h a zrychlení 0–100 km/h bylo 6 sekund. Zapalování bylo bezdotykové. Převodovka šestistupňová. Vůz měl samosvorný diferenciál a nezávisle zavěšená kola. Pérování bylo zajištěno vinutými pružinami s vnitřními seřiditelnými teleskopickými tlumiči.
Vůz získal první vítězství v soutěži Mistrovství světa v rallye dvoulitrů na Argentinské rallye 1995, kde s ním zvítězil Pavel Sibera, který skončil na celkově čtvrté pozici.

#### Kit Car 1600
Motor z produkce VW o objemu 1589 cm3 s rozvodem OHC byl umístěn vpředu napříč. Blok byl vyroben z litiny. Motor měl zdvih 86,9 mm a kompresní poměr 12:1. Vůz měl výkon 128 kW a krouticí moment 180 Nm. Verze 1600 už používala i sedmnáctipalcová kola z lehkých slitin.